# Boeing 777

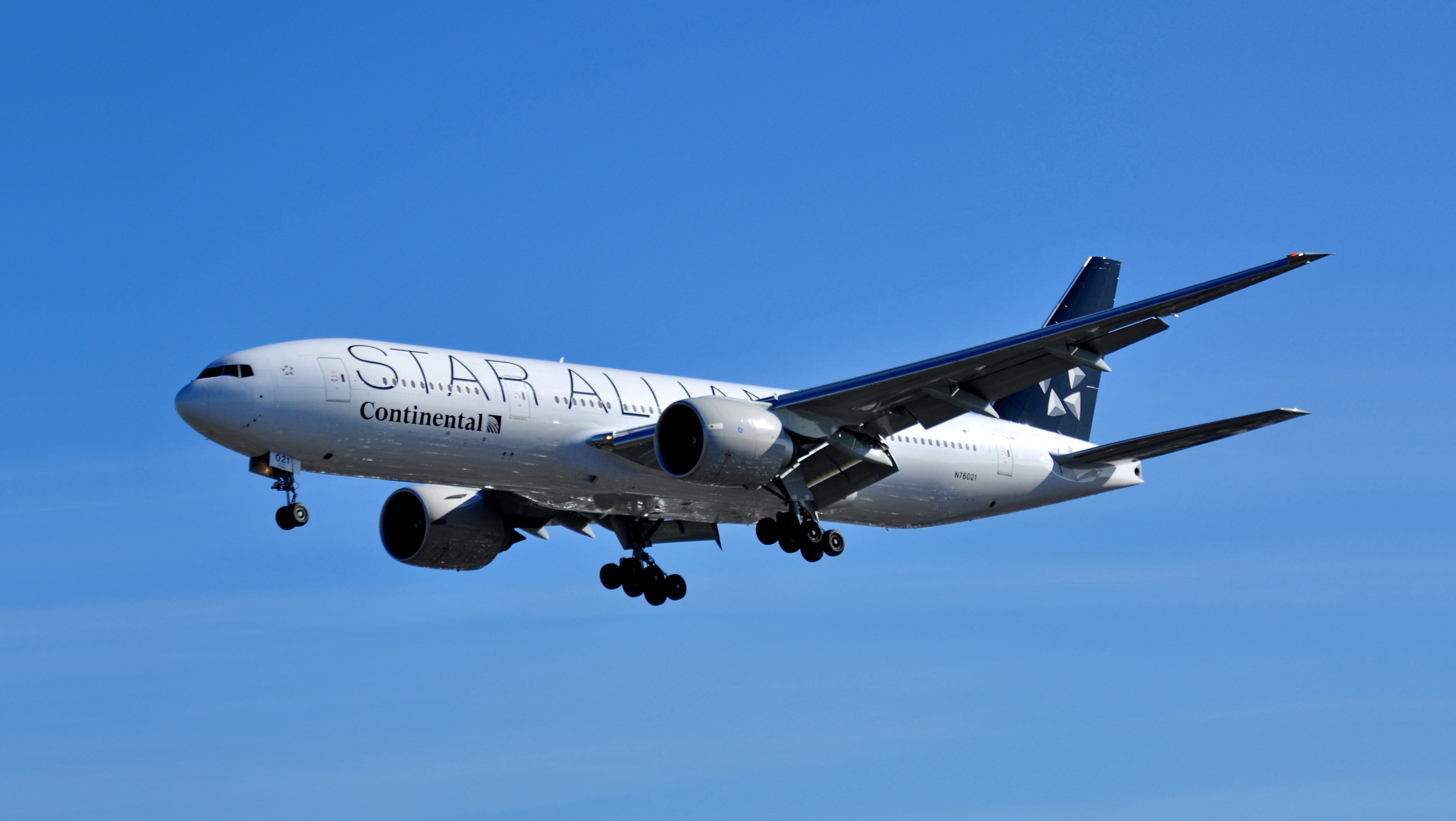
Boeing 777-224ER linii Continental Airlines w barwach sojuszu Star Alliance

Boeing 777 – dwusilnikowy szerokokadłubowy samolot pasażerski o dalekim i ultradalekim zasięgu produkowany przez amerykańską wytwórnię Boeing Commercial Airplanes. Znany również jako triple seven. Jest to największy na świecie samolot dwusilnikowy. Mieści na swoim pokładzie ponad 300 pasażerów, a jego zasięg wynosi w zależności od wersji od 9695 do 17 370 km. Cechami charakterystycznymi maszyny są: największa średnica silnika zamontowanego kiedykolwiek w samolocie i sześciokołowe wózki główne. Maszyna, rozwijana przy udziale ośmiu linii lotniczych, została zaprojektowana, aby zastąpić starsze szerokokadłubowe odrzutowce i uzupełnić lukę w ofercie pomiędzy modelami 767 i 747. Jako pierwszy samolot firmy Boeing, Worldliner został wyposażony w elektroniczny system sterowania statkiem powietrznym (ang. fly-by-wire), a jako pierwszy samolot komercyjny został w całości zaprojektowany przy użyciu komputera.
Boeing 777 produkowany jest w dwóch wersjach różniących się długością kadłuba. Eksploatacja pierwotnej wersji 777-200 rozpoczęła się w 1995 roku, dwa lata później zadebiutowała odmiana o zwiększonym zasięgu – 777-200ER, a w 1998 roku o przedłużonym kadłubie – 777-300, dłuższa o 10,1 m od pierwowzoru. Maszyny 777-300ER i 777-200LR o jeszcze bardziej wydłużonym zasięgu zostały dostarczone odbiorcom odpowiednio w 2004 i 2006, a wersja towarowa – 777F – zadebiutowała w 2008 roku. Samoloty są oferowane z silnikami General Electric GE90, Pratt & Whitney PW4000, lub Rolls-Royce Trent 800. Odmiana 777-200LR ustanowiła rekord świata jako samolot o najdłuższym zasięgu, a także ustanowiła i utrzymała rekord największego dystansu przebytego przez maszynę komercyjną bez tankowania w powietrzu, prezentując zdolność do pokonania większej odległości, niż połowa obwodu Ziemi, oraz wraz z wersją 777-300ER ustanowiły rekord największego silnika turboodrzutowego do samolotów pasażerskich z największą średnicą wentylatora – General Electric GE90-115B.
Pierwszym użytkownikiem 777 były linie United Airlines, gdzie samoloty rozpoczęły służbę w 1995 roku. Do końca grudnia 2012 roku, 65 odbiorców złożyło 1431 zamówień, z czego dostarczono 1066 maszyn. Najbardziej popularną odmianą jest wersja 777-300ER z 671 zamówieniami, a największym operatorem Emirates z flotą liczącą ponad 100 samolotów. Do września 2017 roku, użytkownicy odnotowali 6 wypadków skutkujących utratą samolotu, z 540 ofiarami śmiertelnymi, jedną spowodowaną usterką silnika Trent 800, drugą spowodowaną awarią elektryczną skutkującą pożarem. Kolejna było zaginięcie 777-200ER należącego do Malaysian Airlines, kolejną zestrzelenie przez prorosyjskich separatystów także należącego do Malaysian 777-200ER.
Na początku XXI wieku, 777 okazał się jednym z najlepiej sprzedających się samolotów Boeinga. Linie lotnicze, z uwagi na rosnące koszty ropy naftowej i stosunkowo nieduże zużycie paliwa w porównaniu do innych maszyn szerokokadłubowych, chętnie używały tego modelu na trasach transoceanicznych. Porównywalne konstrukcje i bezpośredni konkurenci 777 to Airbus A330-300, A340, A350 oraz Boeing 787-9.
24 kwietnia 2013 roku Boeing 777 został wyleasingowany przez LOT do realizacji połączeń z Toronto.

## Historia

### Geneza
We wczesnych latach 70. XX wieku Boeing 747, McDonnell Douglas DC-10 oraz Lockheed L-1011 zostały pierwszą generacją pasażerskich samolotów szerokokadłubowych, które weszły do służby. W 1978 roku Boeing zaprezentował trzy nowe modele: dwusilnikowego Boeinga 757, który zastąpił wysłużonego Boeinga 727; dwusilnikowego Boeinga 767, który miał rzucić wyzwanie Airbusowi A300 oraz koncepcję trzysilnikowego Boeinga 777, który miałby konkurować z DC-10 i L-1011. Średniej wielkości 757 i 767 rozpoczęły sukces na rynku, po części z powodu ETOPS - przepisów regulujących transatlantyckie operacje samolotami dwusilnikowymi. Przepisy te uprawniły maszyny tego typu do przelotu nad oceanami na dystansie nawet do trzech godzin od najbliższego awaryjnego lotniska. Dzięki przepisom ETOPS linie lotnicze zaczęły używać 767 na długodystansowych, zagranicznych trasach, które nie wymagały pojemności większych samolotów. Trzysilnikowa koncepcja 777 została później porzucona, z powodu wyników marketingowych, które sprzyjały wariantom 757 i 767. Boeing wciąż pozostawał z luką w wielkości i zasięgu samolotów w swojej ofercie pomiędzy 767-300ER a 747-400.
Pod koniec lat 80. XX wieku modele DC-10 i L-1011 stały się przestarzałe, skłaniając producentów do opracowania ich następców. McDonnell Douglas pracował nad MD-11, wydłużonym i unowocześnionym potomkiem DC-10, podczas gdy Airbus rozwijał A330 i A340. W 1986 Boeing zaprezentował propozycję rozszerzonego 767, roboczo nazwanej 767-X, której celem miało być zastąpienie rynku szerokokadłubowców pierwszej generacji, takich jak DC-10 oraz uzupełnienie oferty firmy pomiędzy istniejącymi już modelami 767 i 747. Wstępna propozycja charakteryzowała się dłuższym kadłubem i wydłużonymi skrzydłami zakończonymi wingletami. Późniejsze plany zakładały rozszerzenie przekroju kadłuba, ale z zachowaniem istniejących w 767 kokpitu, nosa i innych elementów.
Klienci linii lotniczych nie byli zachwyceni projektem 767-X. Zamiast tego chcieli jeszcze szerszego przekroju kadłuba, w pełni elastycznych konfiguracji wnętrza i niższych od wszystkich modeli 767 kosztów operacyjnych. Wymagania od inżynierów samolotów na większe maszyny stawały się coraz konkretniejsze, dodając do tego podwyższoną konkurencję względem innych producentów samolotów. Przed rokiem 1988 Boeing zdał sobie sprawę z tego, że jedyną sensowną odpowiedzą byłby nowy projekt, który stałby się trzysilnikowym 777. Firma zdecydowała się jednak na konfigurację dwusilnikową, która w przeszłości zapewniła już sukces, rozwój silników oraz zredukowanie kosztów świadczeń. 8 grudnia 1989 roku Boeing rozpoczął rozsyłanie ofert 777 do linii lotniczych.

### Rozwój programu

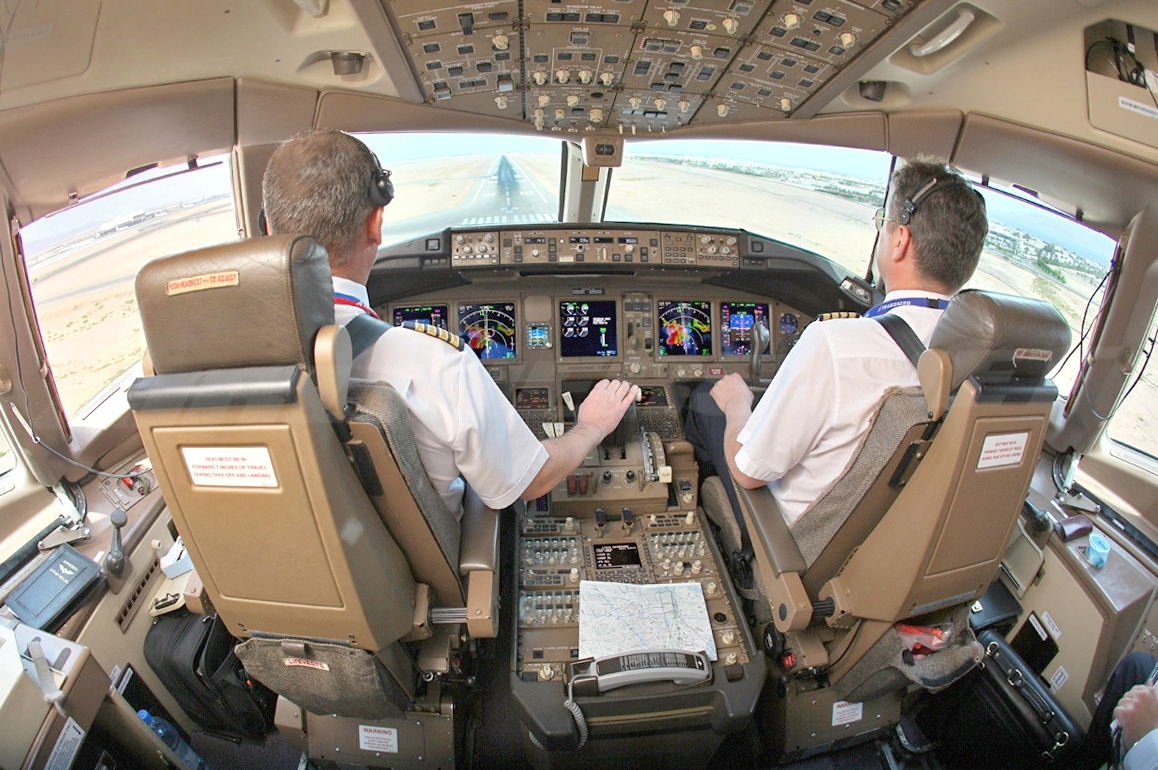
Szklany kokpit w Boeingu 777-200ER linii Transaero

Fazy projektowe nowego dwusilnikowego Boeinga bardzo różniły się od wcześniejszych odrzutowców tej firmy. Po raz pierwszy osiem głównych linii lotniczych - All Nippon Airways, American Airlines, British Airways, Cathay Pacific, Delta Air Lines, Japan Airlines, Qantas oraz United Airlines miało wpływ na rozwój samolotu. Było to odejście od praktyki, w której producenci samolotów projektowali maszyny z minimalnym udziałem klienta. Ośmiu przewoźników, którzy przyczynili się do procesu projektowania wraz z Boeingiem stali się znani jako grupa "Wspólnie pracujących" (ang. "Working Together"). Na pierwszym spotkaniu w styczniu 1990 roku grupa rozesłała do linii lotniczych 23-stronicowy kwestionariusz, pytając je czego oczekują w nowym projekcie. Przed marcem 1990 Boeing wraz z przewoźnikami zdecydowali, że podstawową konfiguracją będzie: kabina o przekroju zbliżonym do 747, pojemności do 325 pasażerów i elastycznej konfiguracji wnętrza, szklany kokpit, kontrola fly-by-wire i o 10% niższym koszcie mili na osobę niż A330 i MD-11. Boeing wybrał również swoją fabrykę Boeing Everett Factory w Waszyngtonie, miejsce produkcji 747, jako miejsce ostatecznego montażu 777.
14 października 1990 roku United Airlines zostały pierwszym przewoźnikiem obsługującym 777, kiedy złożyły zamówienie na 34 samoloty o wartości 11 mld USD z silnikami firmy Pratt & Whitney z opcją na kolejne 34. Faza rozwoju zbiegła się z programem wymiany starzejących się DC-10 przez United. United potrzebował nowych samolotów, aby móc latać na trzech różnych trasach: z Chicago na Hawaje, z Chicago do Europy i cały czas z Denver na Hawaje. Certyfikat ETOPS również był priorytetem dla United, z powodu części tras na Hawaje, biegnących nad oceanem. W styczniu 1993 zespół projektantów United dołączył do innych zespołów i Boeinga w fabryce w Everett. 240 projektantów w grupach, do 40 członków w każdej, znalazło ponad 1 500 problemów projektowych z poszczególnymi komponentami samolotu. Średnica kadłuba wzrosła na prośbę Cathay Pacific, podstawowy model wydłużył się dla All Nippon Airways, a British Airways doprowadziło do dodania testów oraz elastycznego wnętrza, wraz z większą wagą operacyjną dla podstawowej maszyny.
Boeing 777 był pierwszym samolotem komercyjnym zaprojektowanym wyłącznie na komputerze. Każdy z rysunków projektu został stworzony na trójwymiarowym oprogramowaniu CAD, znanym jako CATIA. Umożliwiło to wirtualnemu samolotowi montaż w symulacjach, aby sprawdzić zakłócenia i zweryfikować prawidłowe dopasowanie wielu tysięcy części, co pozwoliło ograniczyć późniejsze kosztowne przeróbki. Boeing opracował swój własny system wizualizacji wysokiej wydajności - FlyThru, zwany później IVT (ang. Integrated Visualization Tool - Zintegrowane narzędzie do wizualizacji), do obsługi wspólnych projektów inżynieryjnych na dużą skalę, ilustracji produkcji i innych użyć danych CAD poza inżynierią. Boeing nie był początkowo przekonany o możliwościach programu CATIA i zbudował makietę sekcji nosowej, aby zweryfikować jej pracę. Test był jednak tak udany, że zaniechano budowy kolejnych makiet.

### Produkcja i testowanie

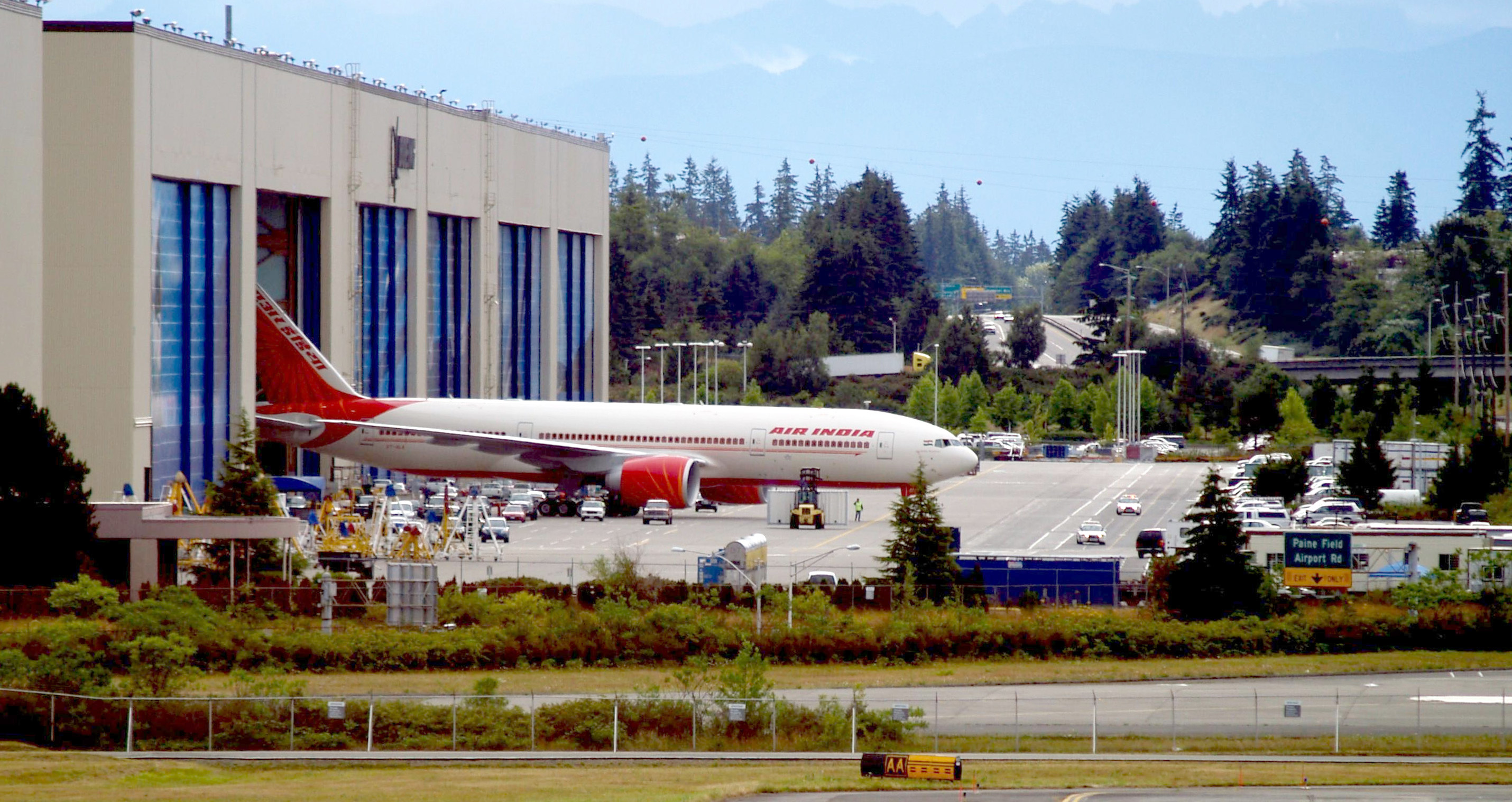
Boeing 777-200LR linii Air India podczas wyjazdu z fabryki

Produkcja odbywała się wielu krajach, z ogromnym udziałem podwykonawców, ustępując pod względem ich ilości jedynie późniejszemu 787. Przyczynili się do tego międzynarodowi producenci, tacy jak: Mitsubishi Heavy Industries i Kawasaki Heavy Industries (sekcje kadłuba), Fuji Heavy Industries (środkowe sekcje skrzydeł), Hawker de Havilland (statecznik poziomy), Aerospace Technologies of Australia (statecznik pionowy). Początkowy model 777-200 mógł być napędzany przez silniki trzech różnych producentów: General Electric, Pratt & Whitney lub Rolls-Royce, ich wybór należał do przewoźników. Każdy z producentów napędu zgodził się opracować silnik o ciągu 340 kN i wyższej klasie ciągu (miara mocy silnika odrzutowego), który zasiliłby największy na świecie samolot dwusilnikowy.
Aby umożliwić produkcję nowego samolotu, Boeing podwoił wielkość swojej fabryki w Everett, co kosztowało go prawie 1,5 mld USD. Zapewniło to miejsce dwóm nowym liniom montażowym. Opracowano nowe metody produkcji, dzięki którym maszyny mogły obracać kadłub o 180 stopni, dając pracownikom dostęp do jego górnych części. Główny montaż pierwszego samolotu rozpoczął się 4 stycznia 1993 roku. Przed startem produkcji, projekt zgromadził 118 zamówień, z opcją na 95 kolejnych od 10 przewoźników. Łączną wartość inwestycji w ramach programu oszacowano na ponad 4 mld USD od Boeinga i dodatkowe 2 mld USD od dostawców.
9 kwietnia 1994 roku pierwszy 777, o numerach WA001, został zaprezentowany w serii 15 ceremonii w czasie dnia, aby pomieścić 100 000 zaproszonych gości. Oblot odbył się 12 lipca 1994 pod dowództwem głównego pilota oblatywacza Johna E. Cashmana. Jego skutkiem było rozpoczęcie 11-miesięcznego programu testów, który miał być bardziej intensywny i rozległy niż w jakimkolwiek innym modelu Boeinga. Dziewięć samolotów wyposażonych w silniki General Electric, Pratt & Whitney i Rolls-Royce było testowanych w różnych miejscach: od pustynnego lotniska Edwards Air Force Base do mroźnej Alaski na lotnisku w Fairbanks. Aby sprostać wymaganiom ETOPS, wykonano osiem 180-minutowych lotów na jednym silniku. Pierwszy zbudowany odrzutowiec był używany przez Boeinga do nieniszczących testów od 1994 do 1996, dostarczając dane do programów -200ER i -300. Po pomyślnym zakończeniu testów, Boeing 777 otrzymał certyfikat zdolności do lotu od amerykańskiej FAA i europejskiej Joint Aviation Authorities (JAA) dnia 19 kwietnia 1995 roku.

### Wejście do służby

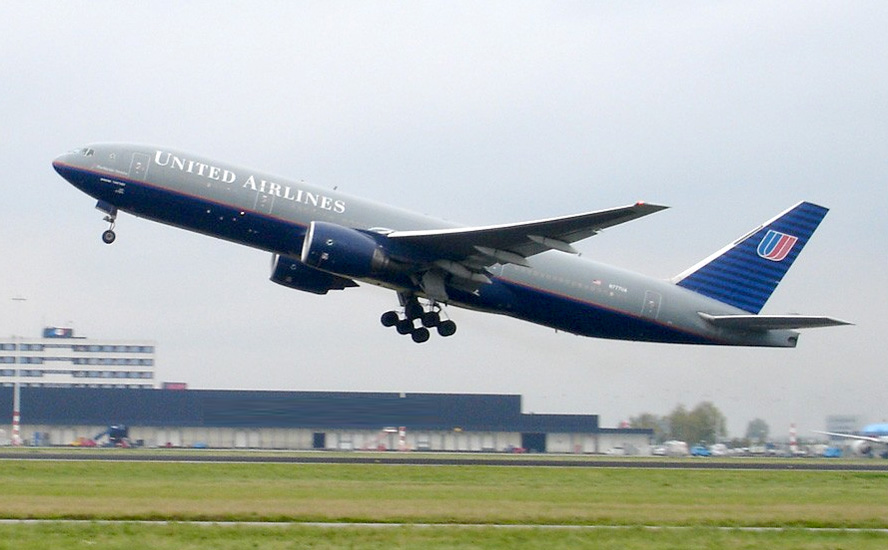
Pierwszy Boeing 777-200 w służbie United Airlines

Boeing dostarczył pierwszego 777 do United Airlines 15 maja 1995 roku. FAA przyznała zezwolenie ETOPS-180 odrzutowcowi z silnikiem Pratt & Whitney PW4000 30 maja 1995 roku, czyniąc go pierwszym samolotem o zezwoleniu ETOPS 180-minut, który wszedł do służby. Dłuższe ETOPS na 207 minut przyznano tego samego roku. Pierwszy komercyjny lot miał miejsce 7 czerwca 1995 roku z lotniska Londyn-Heathrow do Waszyngton-Dulles.
12 listopada 1995 Boeing dostarczył pierwszy model z silnikiem General Electric GE90-77B do British Airways, które oddało samolot do serwisu już pięć dni później. Problemem okazały się zużyte łożyska przekładni, co spowodowało, że przewoźnik wycofał z użycia 777 na wszystkich trasach transatlantyckich. Odrzutowce te wróciły do służby po roku, po czym General Electric ogłosiło unowocześnienie silnika.
Pierwszy samolot o silnikach Rolls-Royce Trent 800 trafił do Thai Airways International 31 marca 1996 roku, kończąc wprowadzanie trzech rodzajów silników, które początkowo opracowano. Każdy z typów samolotu miał certyfikat ETOPS-180 od punktu wejścia do służby. Przed czerwcem 1997 roku 25 linii lotniczych zamówiło 323 Boeingi 777, wliczając w to początkowych klientów, którzy zamówili dodatkowe maszyny. Wyniki operacyjne określiły spójne możliwości samolotów dwusilnikowych na trasach transoceanicznych, prowadząc do dodatkowej sprzedaży. Do roku 1998 dane logistyczne osiągnęły wynik 99,96% startów bez opóźnień związanych z problemami technicznymi, a liczba godzin w powietrzu przekroczyła 900 000.

### Pierwsze pochodne

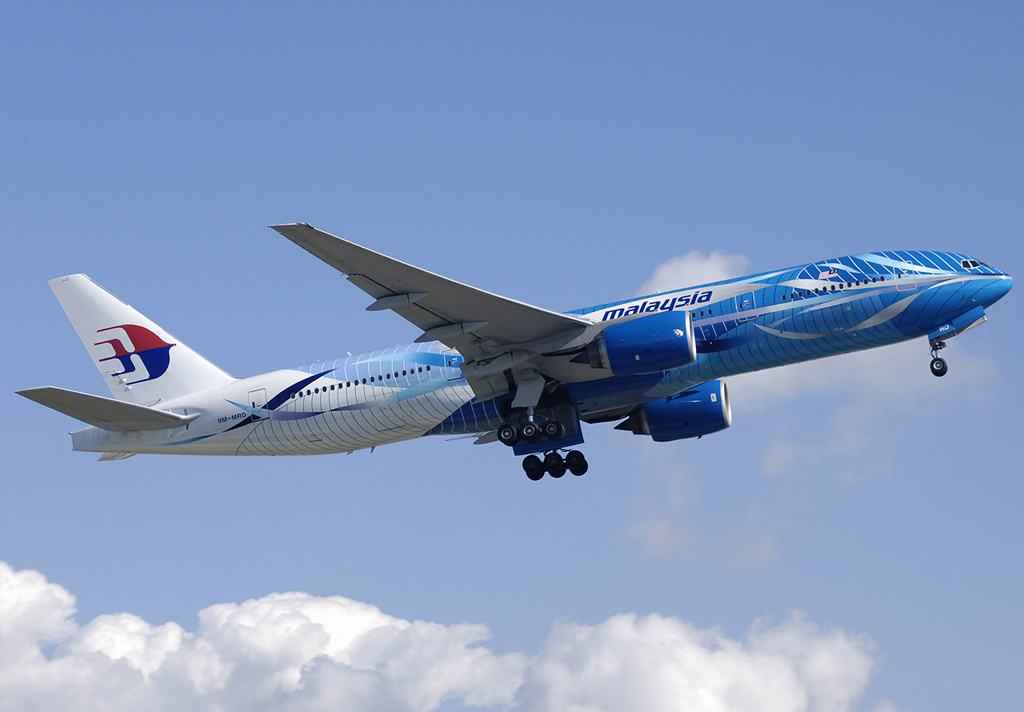
Boeing 777-200ER linii Malaysia Airlines

Po wprowadzeniu oryginalnego modelu Boeing rozpoczął pracę nad modelem 777-200 o zwiększonym udźwigu, zasięgu i ładowności. Boeing 777-200ER, początkowo nazywany 777-200IGW, wzniósł się w powietrze po raz pierwszy 7 października 1996 roku. 17 stycznia 1997 roku otrzymał certyfikaty FAA i JAA, po czym wszedł do służby w British Airways 9 lutego 1997. Oferował lepsze osiągi na trasach długodystansowych, stąd wariant ten stał się najczęściej zamawianym od początku 2000 roku. 2 kwietnia 1997 roku 777-200ER linii Malaysia Airlines, zwany "Super Ranger", pobił rekord przelotu połowy koła wielkiego bez lądowania, lecąc z Boeing Field w Seattle do lotniska w Kuala Lumpur na dystansie 20 044 km (połowa równika) w czasie 21 godzin i 23 minut.
Po wprowadzeniu 777-200ER Boeing zajął się wydłużoną wersją samolotu. Stworzył 777-300, którego oblot nastąpił 16 października 1997 roku. Miał on 73,9 m długości, stał się najdłuższym odrzutowcem, który wtedy wyprodukowano (aż do A340-600) i miał o 20% większą pojemność niż model standardowy. Boeing 777-300 otrzymał certyfikaty od FAA i JAA 4 maja 1998 roku i wszedł do służby w Cathay Pacific 27 maja tego samego roku.
Od rozpoczęcia programu rozwoju Boeing rozważał budowę wariantów ultra-dalekiego zasięgu. Początkowe plany skupiały się na propozycji 777-100X, które byłaby skróconą wersją -200 o mniejszym ciężarze i wydłużonym zasięgu, podobnym do 747SP. Jednak -100X przewoził mniej pasażerów od -200 przy podobnych kosztach operacyjnych, co prowadziłoby do wyższych cen biletów. Do roku 2000 Boeing zaczął koncentrować się na wersjach dłuższego zasięgu (LR – ang. longer-range). Wymagało to silników o ciągu 440 kN lub większym, co spowodowało dyskusje między Boeingiem a producentami silników. General Electric zaoferowało wtedy rozwój GE90-115B, natomiast Rolls-Royce rozwój swojego Trent 8104. W 1999 roku Boeing ogłosił kontrakt z General Electric, które pokonało konkurenta. W ramach umowy z General Electric Boeing zgodził się, aby GE90 były jedynymi silnikami dla nowych wersji 777.

### Modele o wydłużonym zasięgu

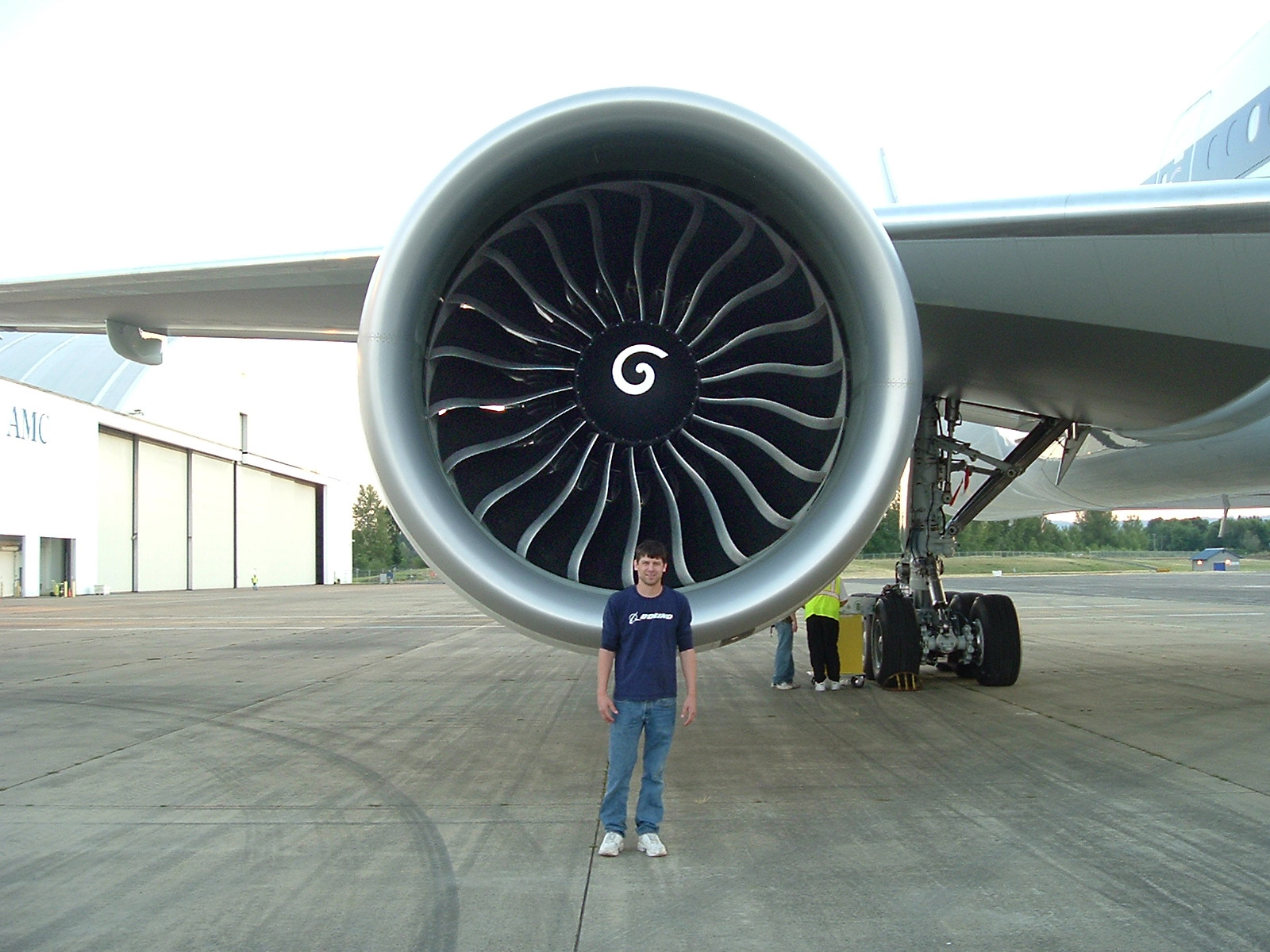
Silnik General Electric GE90 zamontowany w Boeingu 777-300ER wraz z pracownikiem pokazującym jego wielkość

29 lutego 2000 roku Boeing rozpoczął program dwusilnikowych samolotów następnej generacji, nazwanej początkowo 777-X i zaczął wysyłać ofertę do przewoźników. Rozwój modeli dalekiego zasięgu został spowolniony przez kryzys branży lotniczej, trwający od początku nowego stulecia. Pierwsze 10 Boeingów 777-300ER z tego programu zostało zamówionych przez Air France. Oblot -300ER odbył się 24 lutego 2003 roku, po czym samolot otrzymał certyfikaty FAA i EASA (następca JAA) 16 maja 2004. Pierwsze odrzutowce trafiły do Air France 29 kwietnia 2004. Model -300ER był kombinacją pojemności -300 i zasięgu -200ER, stał się najchętniej kupowaną wersją 777 w tamtym czasie, zbierając zamówienia od przewoźników, którzy zastępowali porównywalne odrzutowce z czterema silnikami samolotami dwusilnikowymi za względu na ich koszty eksploatacji.
Drugim modelem o długim zasięgu, który opracowano był 777-200LR. Jego oblot miał miejsce 8 marca 2005 roku. FAA i EASA nadały mu certyfikaty zdatności do lotu 2 lutego 2006 roku. Pierwsza dostawa do linii Pakistan International Airlines nastąpiła 26 lutego 2006 roku. 10 listopada 2005 roku pierwszy -200LR pobił rekord długości lotu bez lądowania przez samolot pasażerski, przelatując 21 602 km z Hongkongu do Londynu w czasie 22 godzin i 42 minut. Lot ten przekroczył standardowy zasięg -200LR i został wpisany do Księgi rekordów Guinnessa.
Pierwszy Boeing 777 w wersji towarowej (777F) wyjechał z fabryki 23 maja 2008 roku. Podczas oblotu 14 lipca 2008 roku wykorzystano projekt i silniki wersji -200LR ze zbiornikiem paliwa wersji -300ER. Certyfikaty FAA i EASA otrzymał 6 lutego 2009 roku, a pierwsze dostarczenie do Air France odbyło się 19 lutego 2009 roku.
Początkowo, drugi co do zysków odrzutowiec Boeinga (tuż po 747), 777 stał się najbardziej dochodowym samolotem tej firmy. W 2000 roku nieopodatkowane przychody z programu wynosiły około 400 mln USD, o 50 mln USD więcej niż w przypadku 747. W 2007 roku zamówienia na 777 drugiej generacji osiągnęły 350 sztuk, przez co w listopadzie tego samego roku Boeing ogłosił, że sprzedano wszystkie miejsca produkcyjne aż do 2012 roku. W 2008 roku przychody z 356 zamówień oceniono na 95 mld USD.

### Dalszy rozwój

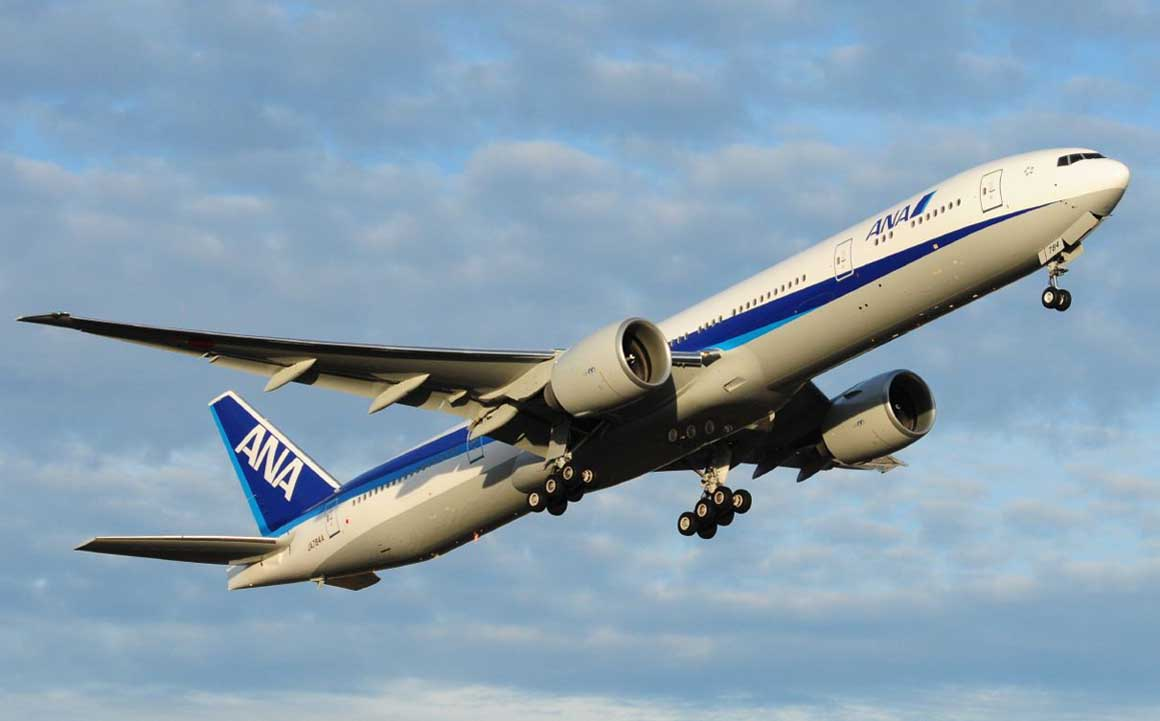
Startujący 777-300ER linii All Nippon Airways

W 2010 roku Boeing ujawnił plany zwiększenia produkcji 777 z 5 samolotów miesięcznie do siedmiu przez połową 2011 roku i do 8,3 miesięcznie na początku 2013. Całkowity montaż każdego z 777-300ER wymaga 49 dni. W listopadzie 2011 Boeing rozpoczął montaż 1000 modelu 777-300ER dla Emirates. Wyprowadzono go z fabryki w marcu 2012. Pod koniec 2011 roku FAA ustanowiło, że piloci posiadający licencję na 787 lub 777 mogą latać w obu modelach samolotów, z powodu podobnych cech konstrukcyjnych. Według raportów firmy samolot może zostać ostatecznie zastąpiony przez nowe projekty, Projekt Boeing Yellowstone 3, w którym zastosowano by technologie używane w 787.
Po roku 2000 Boeing 777 musiał zmierzyć się z podwyższoną konkurencją ze strony planowanego przez Airbusa A350 XWB i wewnętrznie ze strony 787, ponieważ oba samoloty obiecywały zmniejszenie zużycia paliwa. W konsekwencji 777-300ER otrzymał poprawione silniki i aerodynamikę, aby zmniejszyć opór powietrza i ciężar. W 2010 roku odrzutowiec zwiększył masę własną o 2 300 kg, zyskując większą pojemność (20-25 pasażerów), a jego silniki GE90-115B1 zwiększyły ciąg o 1-2,5%, umożliwiając starty z większą masą na wyżej położonych lotniskach. Kolejne zmiany w projekcie poczyniono pod koniec 2012 roku, rozważano zwiększenie rozpiętości skrzydeł wraz z innymi poważnymi modernizacjami, jak kompozytowe skrzydła, nowe silniki i różne długości kadłuba. Emirates zgłosiło się do ścisłej współpracy z Boeingiem w ramach tego projektu.

### 777X

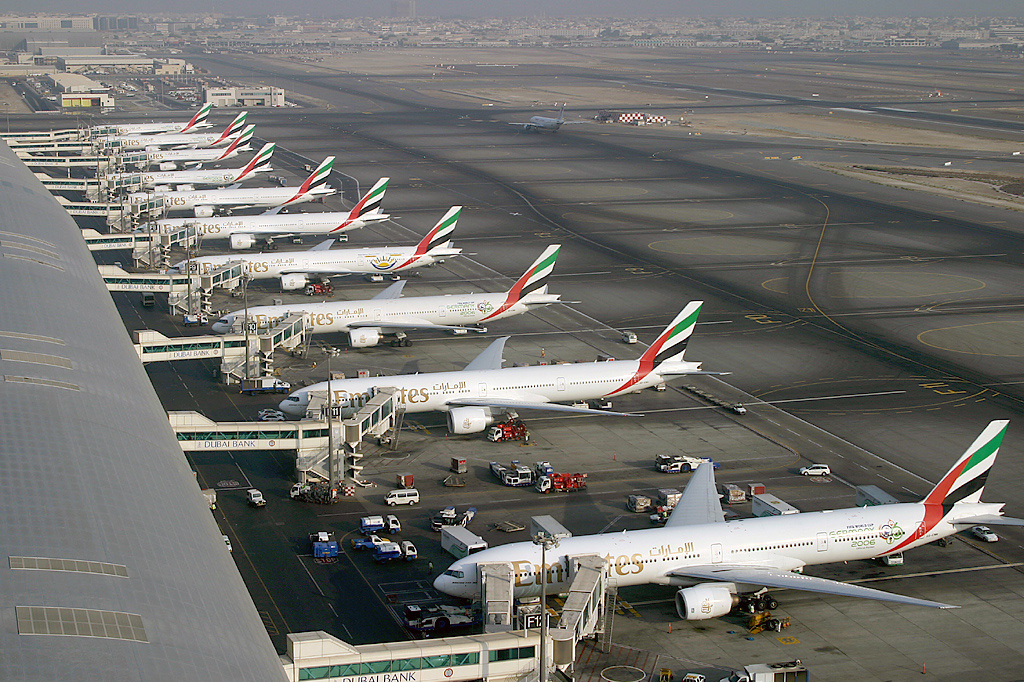
Rząd Boeingów 777 linii Emirates na lotnisku Dubai International Airport

We wrześniu 2011 Boeing i General Electric ujawnili więcej szczegółów na temat nowych wariantów 777, wstępnie nazwanych 777-8X, 777-9X i 777-10X, popularnie zwanych 777X. Kadłub 777-9X wydłużono o 2,13 m i powiększono statecznik poziomy, otrzymany od -300ER. Jego łączna długość wynosiłaby 76,5 m i mógłby pomieścić 407 pasażerów. Rozpiętość skrzydeł miała wzrosnąć z 64,8 m do 71,3 m. Oprócz tego masa startowa miała zmniejszyć się z 352 000 kg do około 344 000 kg w modelu 777-9X. Boeing pracował także nad samolotem ultra długiego zasięgu, który zastąpiłby 777-200LR, konstrukcyjnie przegranego 777-8LX, który miałby podobną do -9X masę i pojemność paliwa. Jego zasięg wynosiłby 17 560 km, o 160 km więcej niż -200LR. Długość kadłuba 777-8LX byłaby taka jak w proponowanym -8X (69,5 m). 777-10X byłby największą i najdłuższą wersją Boeinga 777X. Boeing 777-10X ma konkurować z Airbusem A380 i Airbusem A350-1000ULR. Wejście do służby planuje się na rok 2019.
W lutym 2012 General Electric ogłosiło badania nad nieco mniejszym silnikiem nazwanym GE9X, który miałby napędzać 777X. Wyposażony byłby w wentylator o identycznej średnicy jak w GE90-115B (325 cm) i wytwarzałyby mniejszy ciąg dostosowany do nowych wymagań: 443 kN dla silników -9X i -8XL oraz 390 kN dla -8X. Rolls-Royce i Pratt & Whitney również zaproponowali swoje silniki: koncepcję RB3025 na bazie silników Trent 1000 i Trent XWB oraz adaptację PW1100G do produkcji ciągu 440 kN. W marcu 2013 roku Boeing wybrał silniki General Electric GE9X do Boeingów 777X. General Electric uaktualniło specyfikacje GE9X, w związku z obawami, że 777X będzie napędzany silnikami o niewystarczającym ciągu. Zmiany w konstrukcji obejmowały niewielki wzrost ciągu do 450 kN i nowej średnicy wentylatora (335 cm). Silnik ten miał posiadać największy wentylator, jaki General Electric kiedykolwiek zbudowało.
W sierpniu 2012 roku Boeing spowolnił rozwój programu 777X, ale wciąż planuje jego wejście do służby na rok 2019. Boeing oficjalnie wprowadził ten wariant do swojej oferty w maju 2013 roku.
W 2021 roku podczas targów lotniczych Dubai Airshow w Dubaju zaprezentowano Boeinga 777X z silnikami GE9X. Udział w projektowaniu tego modelu silnika miał zespół Engineering Design Center z Warszawy.

## Wyposażenie

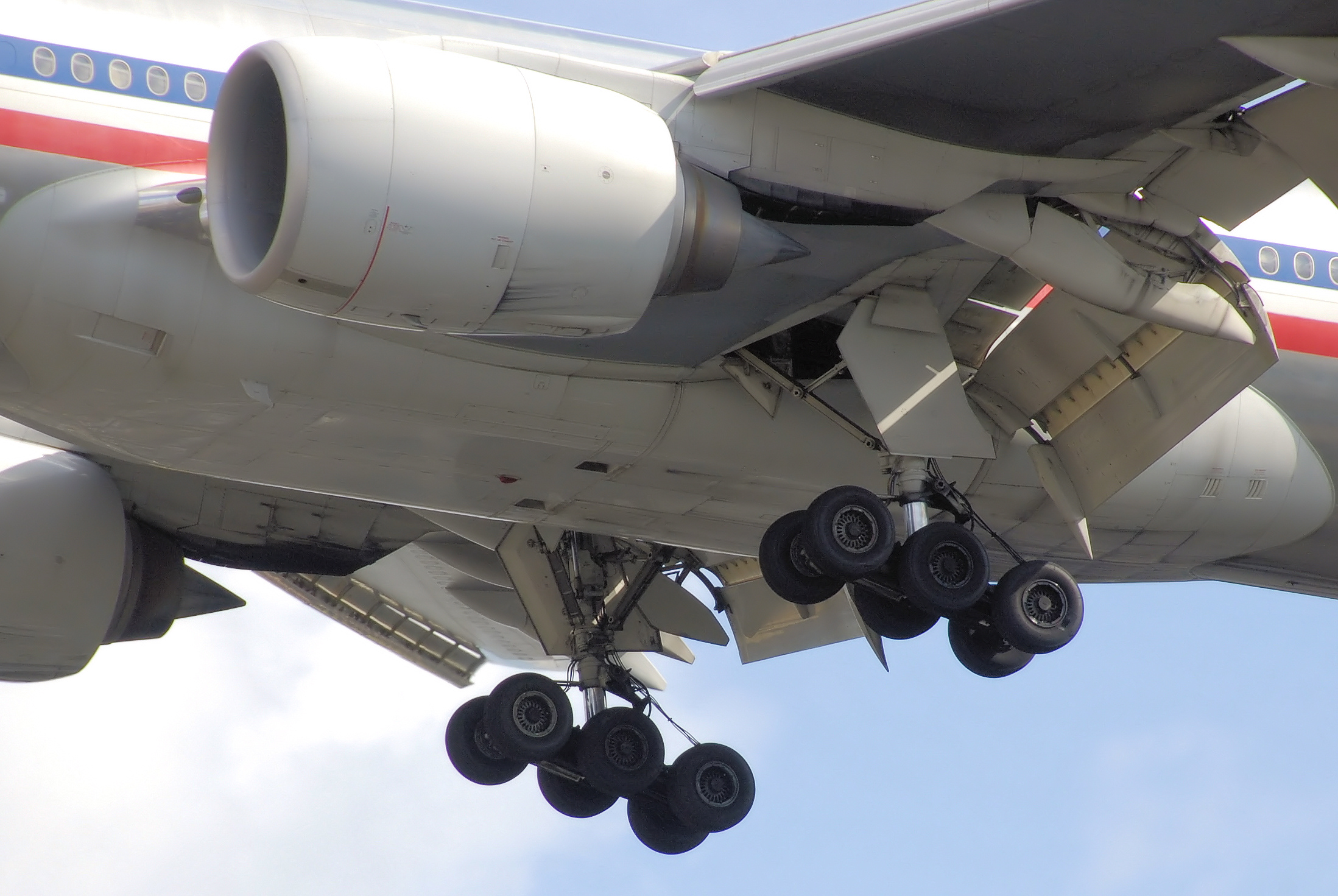
Silniki, sloty, klapy i podwozie w Boeingu 777-200ER linii American Airlines

Boeing wprowadził do 777 wiele nowoczesnych technologii. Między innymi kontrolę fly-by-wire, obsługiwaną komputerowo awionikę, wyświetlacze LCD firmy Honeywell w szklanym kokpicie, po raz pierwszy w cywilnym samolocie użyto światłowodowej sieci w awionice, Boeing wykorzystał także rozwiązania z porzuconego projektu Boeing 7J7.

### Fly-by-wire
Projektując 777 jako pierwszy pasażerski samolot firmy Boeing z kontrolą fly-by-wire zdecydowano się zachować tradycyjne wolanty zamiast drążków sterowniczych, które używane są w samolotach fly-by-wire firmy Airbus. Wraz z tradycyjną kontrolą stateczników, kokpit oferuje uproszczony układ, który jest bardzo podobny do poprzednich modeli Boeinga. System fly-by-wire uwzględnia także ochronę przed przeciążeniem samolotu, wprowadza on manewry pilotów do komputerowej kalkulacji parametrów lotu, dzięki czemu zapobiega przeciągnięciom i manewrom ze zbyt dużymi przeciążeniami. System ten można jednak obejść, jeśli pilot uzna to za konieczne. System fly-by-wire jest uzupełniany mechaniczną kopią.

### Płatowiec i systemy

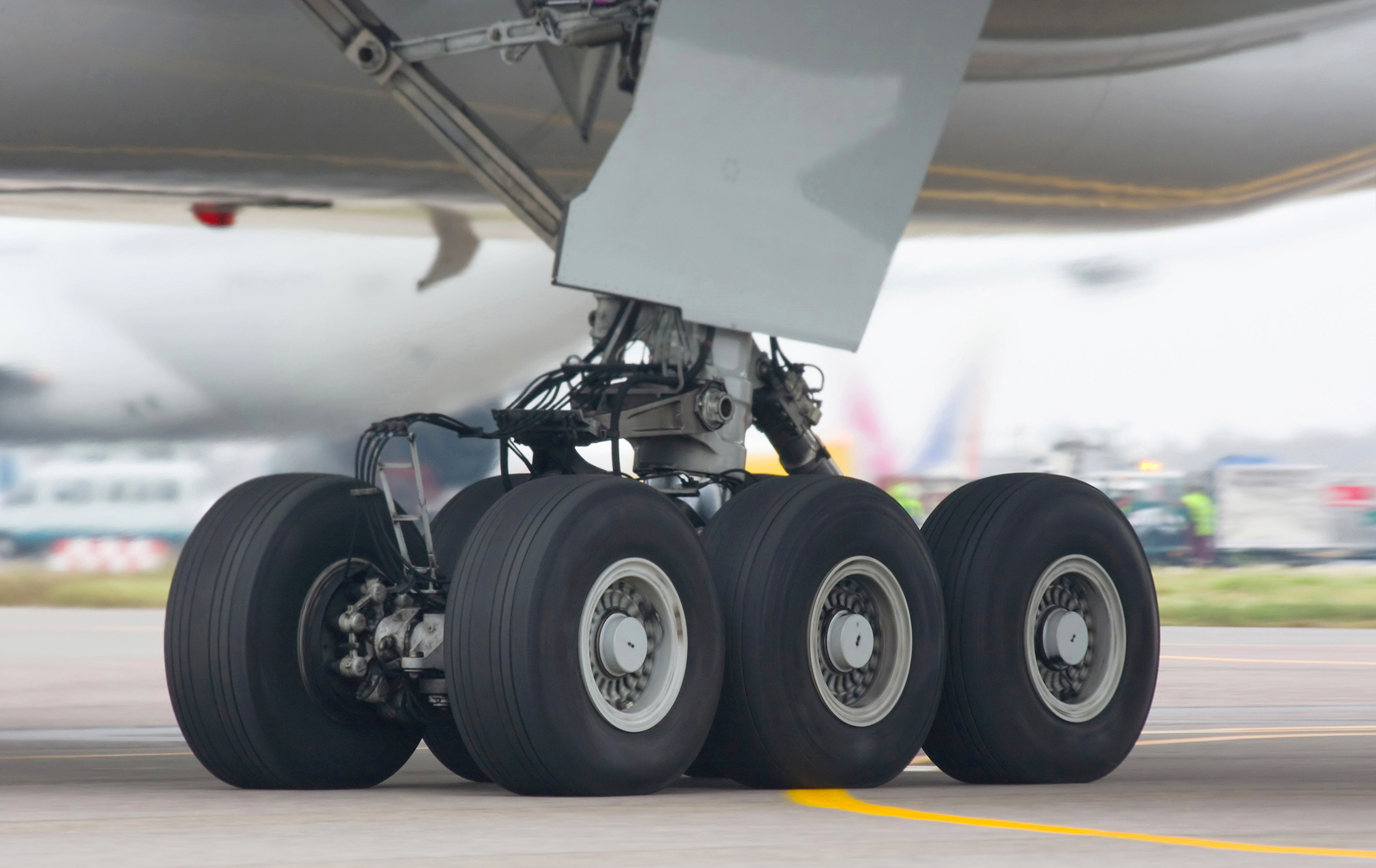
Sześciokołowy wózek podwozia w Boeingu 777-300

Skrzydła 777 są starannie opracowane aerodynamiczne, ustawione pod skosem 31,6°, zoptymalizowane do lotu przy prędkości Mach 0,83 (po testach zmieniono ja na Mach 0,84). Zaprojektowano je jako grubsze i o większej rozpiętości niż w poprzednich modelach, uzyskując większą ładowność i zasięg maszyny, lepszą sprawność startową oraz wyższy pułap. Z początku oferowano składane końcówki skrzydeł dla linii lotniczych, które używały bramek dla mniejszych samolotów, jednak nikt nie zakupił takiego rozwiązania. W skrzydłach znajdują się także zbiorniki paliwa, które w modelach dalekiego zasięgu mogą pomieścić nawet 181 300 l paliwa. Taka pojemność pozwala 777-200LR operować na ultra-dalekich dystansach transpolarnych, takich jak Toronto – Hongkong. Paliwo zużyte podczas takiej trasy pozwoliłoby teoretycznie pokonać równik Hondzie Civic 84 razy.
W płatowcu stosuje się materiały kompozytowe, które redukują jego masę o 9%. Wykonano z nich między innymi podłogę kabiny i statecznik pionowy. Przekrój kadłuba jest okrągły i zwęża się w tylnej części, gdzie zakończony jest APU. 777 posiada największe koła podwozia i opony, które zbudowano do czasu A380. Sześciokołowe wózki podwozia zaprojektowano do równomiernego rozłożenia ciężaru samolotu, bez konieczności stosowania dodatkowego centralnego wózka. Pozwoliło to zredukować masę i uprościło systemy hydrauliczne i hamulcowe odrzutowca. Każda z opon 777-300ER może unieść 26 980 kg, więcej niż te w innych szerokokadłubowych samolotach, takich jak Boeing 747-400. Samolot ma trzy równoległe systemy hydrauliczne, z czego tylko jeden potrzebny jest do lądowania. Posiada turbinę powietrzną, która generuje energię w przypadku jej braku, zamontowaną w owiewce skrzydła.

### Wnętrze

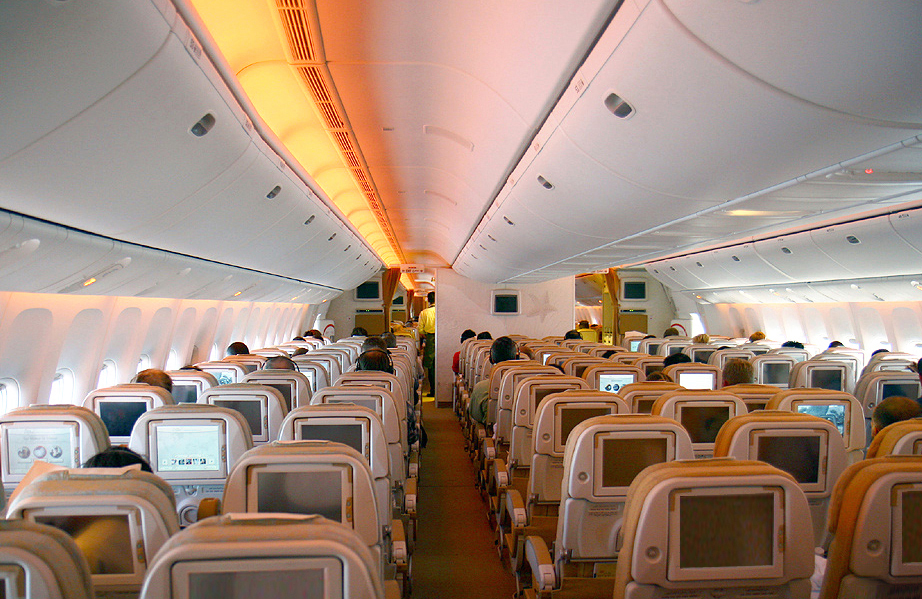
Klasa ekonomiczna o układzie 3-3-3 w Boeingu 777-300ER linii Etihad Airways

Wnętrze 777, znane jako Boeing Signature Interior, oferuje zaokrąglone panele, większe pojemniki nad siedzeniami i rozproszone oświetlenie. Możliwe jest skonfigurowanie siedzeń od 6 obok siebie w pierwszej klasie do 10 w klasie ekonomicznej. Okna o wymiarach 38 cm na 25 cm były największymi w samolotach komercyjnych, aż do wprowadzenia 787. W kabinie znajdują się również strefy elastyczności (ang. "Flexibility Zones"), w których możliwe jest rozmieszczenie przewodów elektrycznych, wodnych, hydraulicznych i innych w taki sposób w przestrzeni kadłuba, aby przewoźnik mógł szybko i z łatwością przesuwać sekcje siedzeń, kuchnie i toalety podczas zmiany konfiguracji. Kilka samolotów wyposażono także w przestrzeń VIP. Inżynierowie Boeinga zaprojektowali też nową, hydrauliczną pokrywę sedesu, która zamyka się powoli.
W 2003 roku Boeing wprowadził kabiny, w których załoga mogła odpoczywać. Położone były nad główną kabiną, połączoną z nimi schodami. Znajdujące się z przodu zawierały dwie prycze i dwa krzesła, natomiast tylne wiele prycz. Wnętrze Signature Interior przystosowano do innych szeroko i wąskokadłubowych samolotów, takich jak: 737NG, 747-400, 757-300, 767-400ER. Do Boeinga 747-8 i 767-400ER wprowadzono także większe, bardziej zaokrąglone okna z 777.
7 lipca 2011 roku Boeing zapowiedział, że rozważa zastąpienie wnętrza Signature Interior nowym, podobnym do tego w 787, w ramach dążenia do wspólnej dla wszystkich modeli kabiny.

## Wersje samolotu

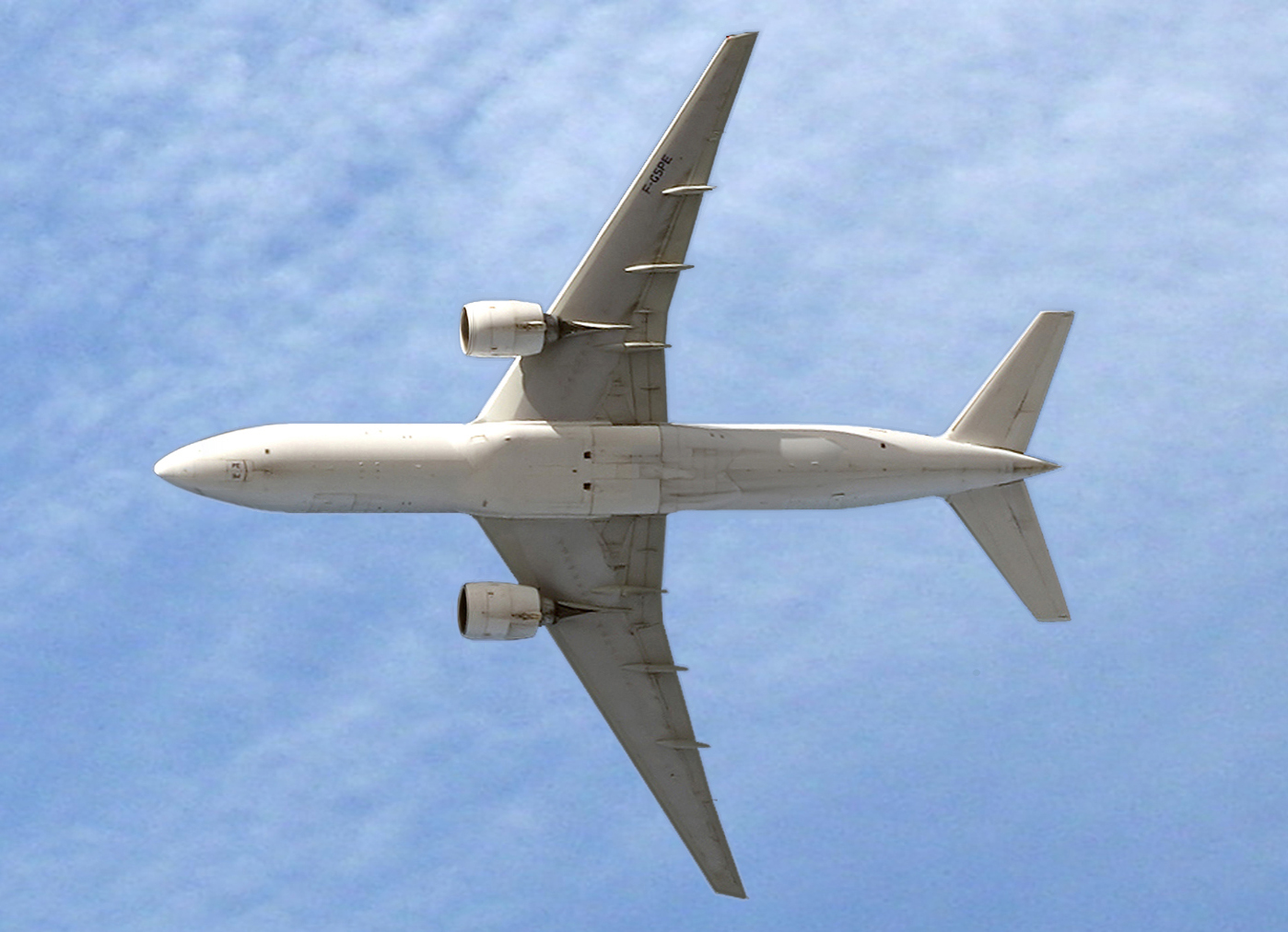
Widok z dołu na Boeinga 777-200ER linii Air France

Boeing wykorzystuje do oznaczania swojego 777 dwie cechy: długość kadłuba i zasięg samolotu. Długość kadłuba ma wpływ na liczbę pasażerów i ładowność. Podstawową wersją jest 777-200 wraz z pochodnymi, który został wydłużony do 777-300 w 1998 roku. W przypadku zasięgu, samoloty podzielono na trzy grupy pod względem kryteriów projektowych:
- Rynek A: do 7 800 km (4 200 mil morskich)[94]
- Rynek B: 12 200 km (6 600 mil morskich)[94]
- Rynek C: 14 400 km (7 800 mil morskich)[95]

Odnosząc się do różnych wariantów Boeing i przewoźnicy często skracają nazwę do numeru samolotu (777) i oznaczenia wersji (-200 lub -300), w skrócie „772” czy „773”. Organizacja Międzynarodowego Lotnictwa Cywilnego (ICAO) przed nazwą samolotu dodaje jeszcze literę od nazwy producenta (np. "B772" czy "B773"). Po oznaczeniu pojemności do nazwy może zostać dołączone oznaczenie zasięgu (np. 777-300ER to "B77W"). Oznaczenia te używane są w instrukcjach obsługi samolotów czy rozkładach lotów.
| Oznaczenie ICAO | Wersja samolotu   |
| --------------- | ----------------- |
| B772            | 777-200 777-200ER |
| B77L            | 777-200LR 777-F   |
| B773            | 777-300           |
| B77W            | 777-300ER         |

### 777-200

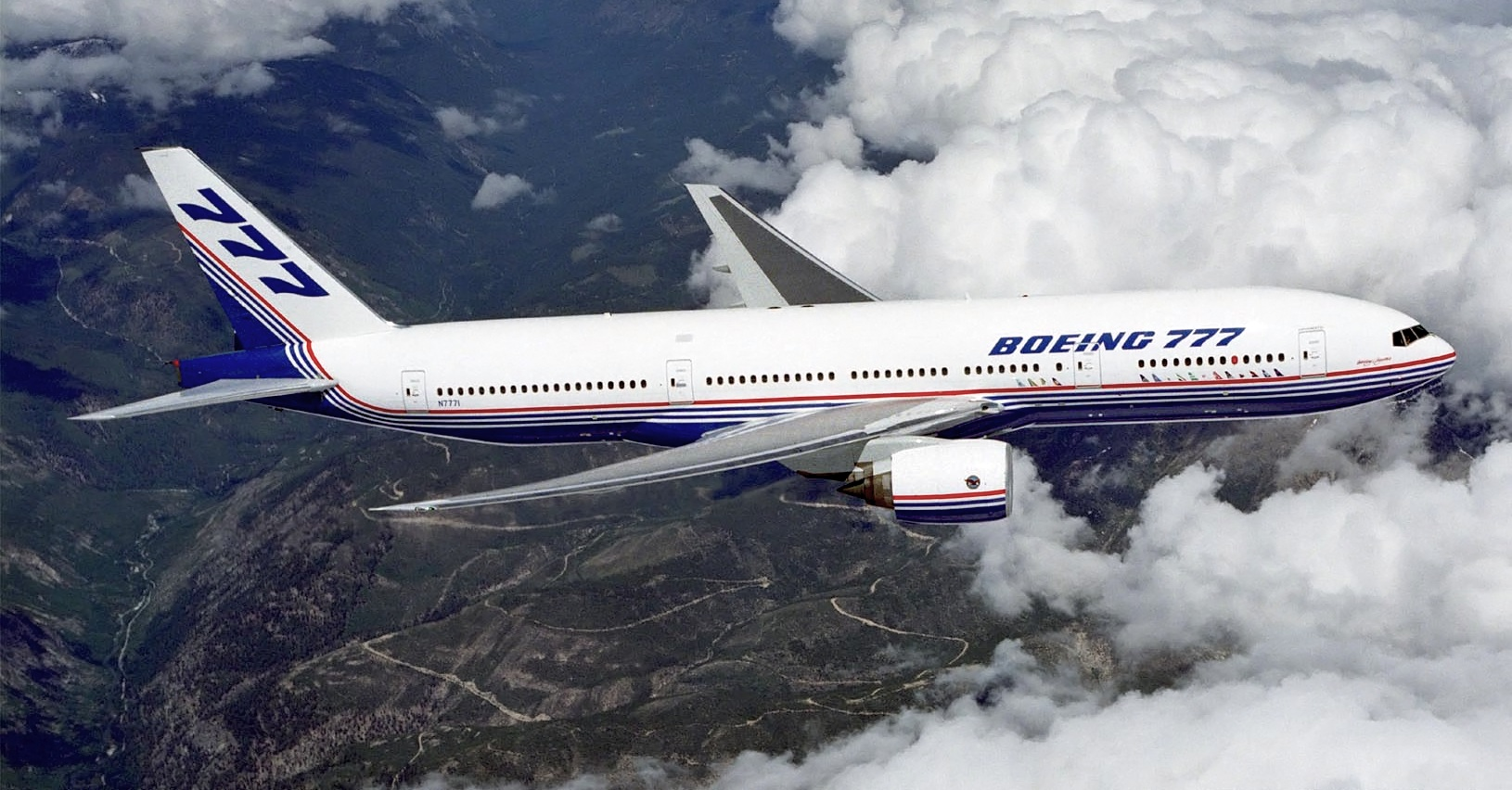
Boeing 777-200 w oryginalnym malowaniu Boeinga. Pod napisem „Boeing 777” znajdują się malowania ogonów przewoźników, którzy zakupili ten samolot.

777-200 jest początkowym samolotem z rynku A. Pierwszy -200 został dostarczony do United Airlines 15 maja 1995 roku. 777-200 o maksymalnym zasięgu 9 695 km kierowany był głównie do krajowych amerykańskich linii lotniczych. Do 9 różnych klientów dostarczono 88 samolotów, z których do lipca 2012 roku 85 pozostało w służbie. Konkurentem 777-200 jest A330-300.

### 777-200ER

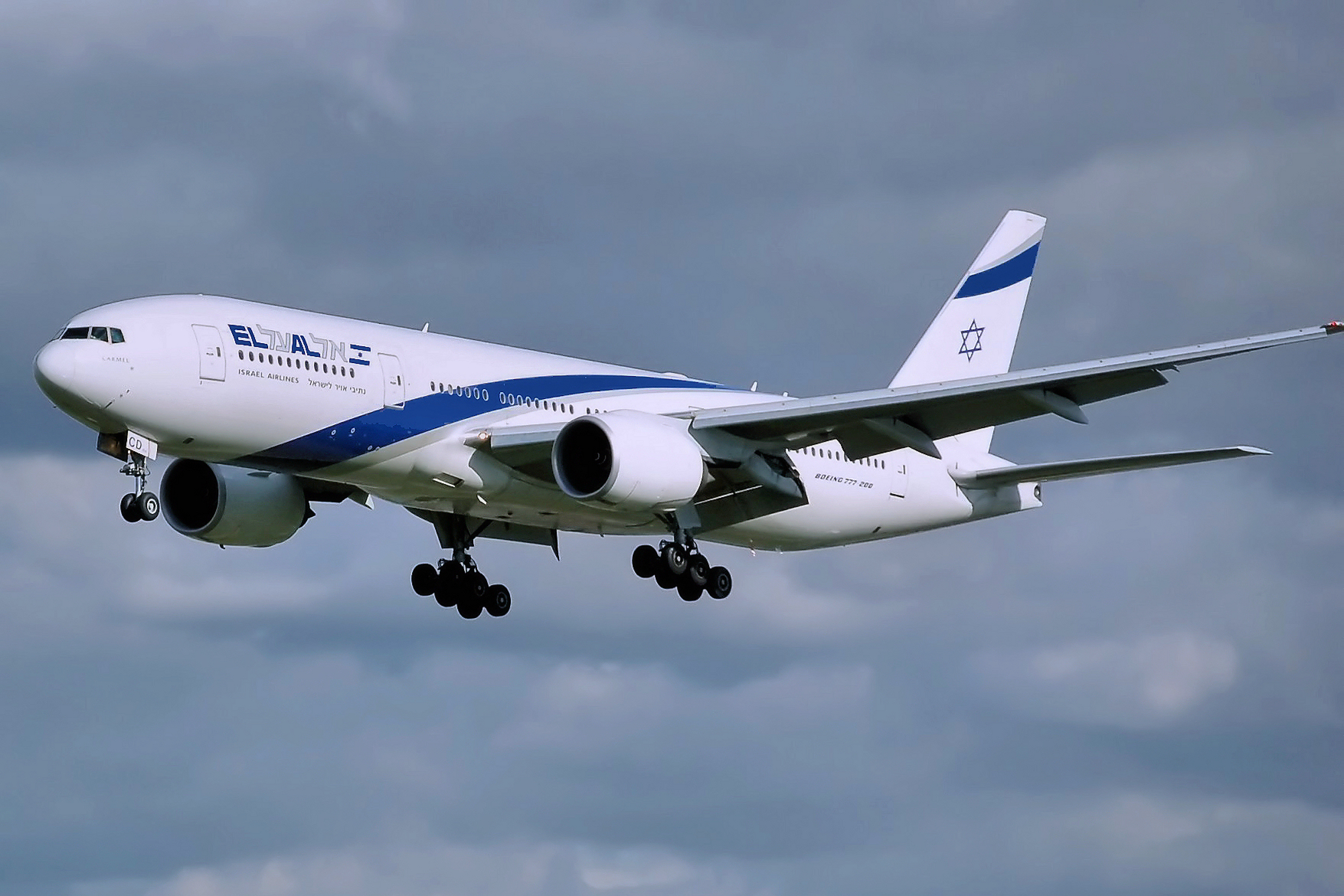
Boeing 777-200ER linii El Al lądujący na lotnisku London-Heathrow

777-200ER ("ER" – Extended Range – ang. wydłużony zasięg) jest wersją -200 z rynku B, znany początkowo jako 777-200IGW od zwiększonego udźwigu. 777-200ER może pomieścić więcej paliwa i ma zwiększoną maksymalną masę startową (MTOW). Z powodu eksploatacji na trasach transatlantyckich, maksymalny zasięg -200ER to 14 300 km. Pobił on rekord przelotu połowy koła wielkiego bez lądowania.
Pierwszy -200ER został dostarczony do British Airways 6 lutego 1997 roku. Singapore Airlines, który posiada jedną z największych flot 777, zamówił ponad połowę swoich 777-200ER z silnikami o zmniejszonym ciągu, aby operować nimi na trasach średniej długości. Dzięki słabszym silnikom zredukowano cenę samolotu i opłaty lotniskowe, mogą być jednak przywrócone do wersji oryginalnej operującej na dłuższych dystansach. Do lutego 2013 dostarczono 418 777-200ER do 33 różnych przewoźników, czyniąc -200ER najczęściej produkowanym wariantem. Nowszy -300ER zgromadził jednak więcej zamówień. Konkurentem 777-200ER jest A340-300.

### 777-300

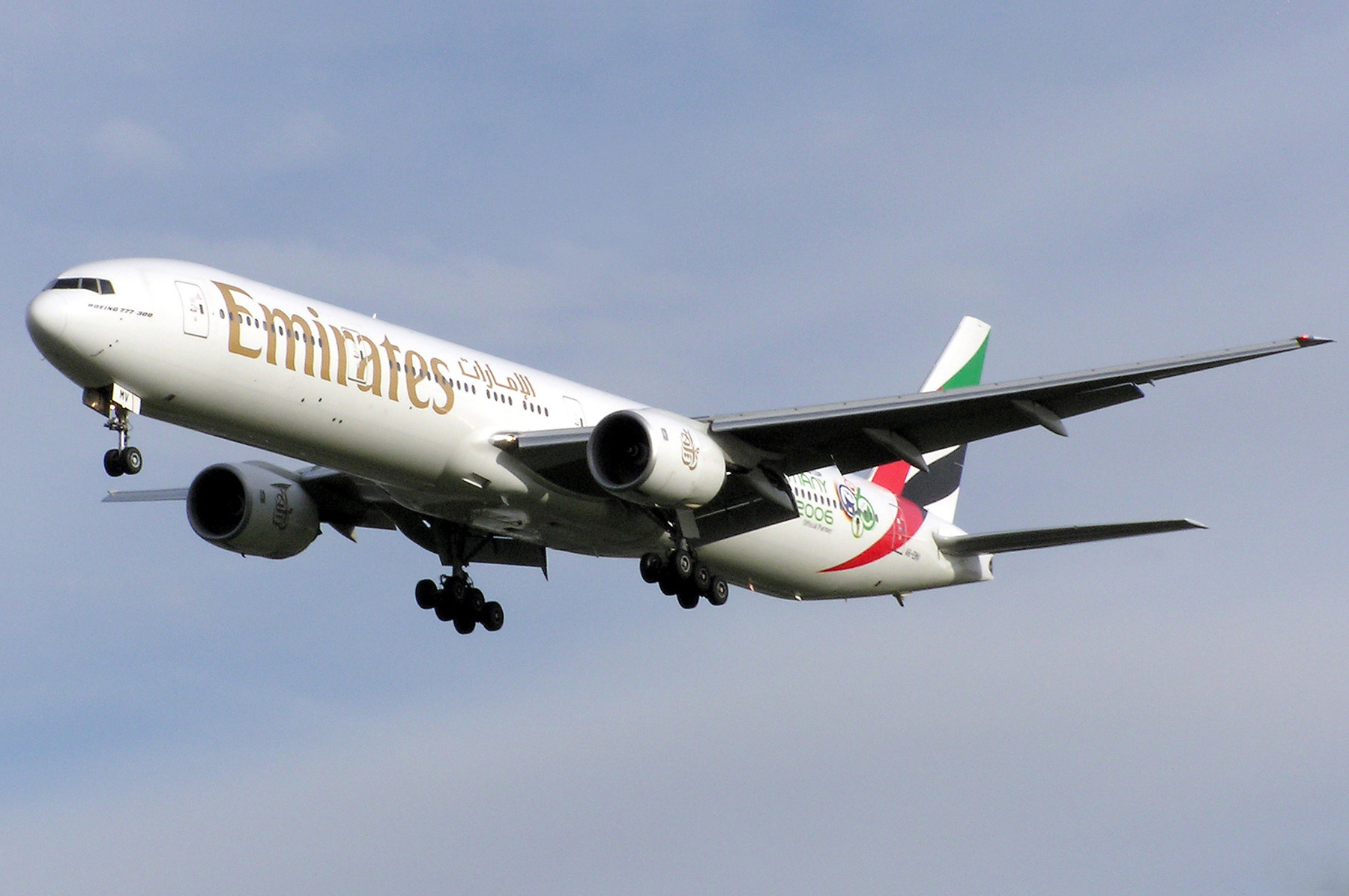
Boeing 777-300 linii Emirates na końcowym podejściu do lotniska Londyn-Heathrow

Wydłużonego 777-300 z rynku A zaprojektowano jako zastępcę 747-100 i -200. Boeing 777-300 ma podobny zasięg i pojemność co starsze generacje Boeinga 747, ale spala o ⅓ mniej paliwa i ma o 40% niższe koszty utrzymania. 777-300 ma o 10,1 m dłuższy kadłub od -200. Pozwala mu to na przewóz do 550 pasażerów w konfiguracji jednoklasowej, używanej na ruchliwych trasach w Japonii. Ze względu na swoją długość 777-300 wyposażony jest w kamery na ogonie, aby wspomóc pilotów podczas kołowania. Maksymalny zasięg -300 to 11 140 km, pozwalając mu operować na trasach wcześniej obsługiwanych przez starsze 747.
Po otrzymaniu certyfikatów jednocześnie od FAA i JAA pierwszy -300 został dostarczony do Cathay Pacific 21 maja 1998 roku. Do 8 różnych przewoźników dostarczono 60 samolotów -300, do lipca 2012 wszystkie pozostawały w służbie. Po wprowadzeniu 777-300ER o wydłużonym zasięgu w 2004 roku, wszystkie linie lotnicze zaczęły wybierać nowszy model. 777-300 nie rywalizuje bezpośrednio z żadnym samolotem firmy Airbus, która jednak oferuje jako jego konkurenta A340.

### 777-200LR

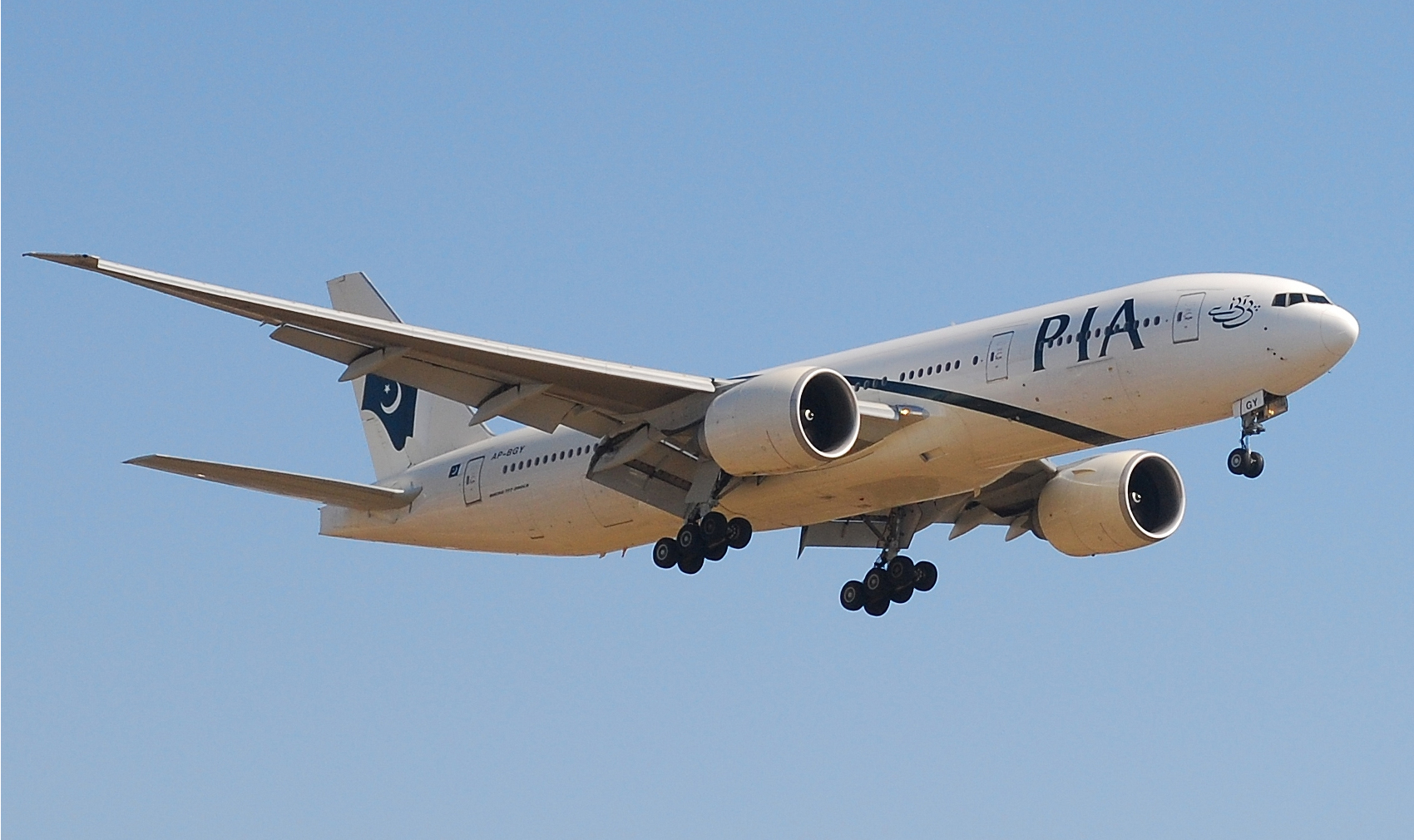
Pierwszy 777-200LR w służbie Pakistan International Airlines

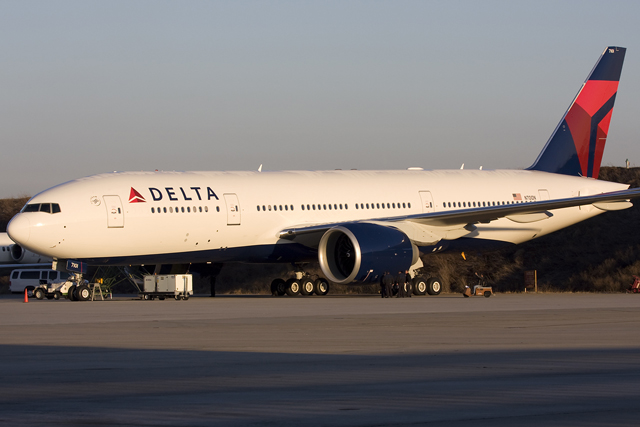
Boeing 777-200LR linii Delta Airlines

777-200LR ("LR" – Longer Range – ang. Dłuższy Zasięg) jest samolotem z rynku C. Gdy wszedł do służby w 2006 roku stał się samolotem pasażerskim o najdłuższym zasięgu na świecie. Boeing nazwał ten samolot Worldliner, w celu podkreślenia jego zdolności do dotarcia prawie do wszystkich lotnisk na świecie, choć nadal ma ograniczenia ETOPS. W Księdze rekordów Guinnessa odnotowano lot Boeinga 777-200LR z Hongkongu do Londynu jako najdłuższy lot pasażerski bez międzylądowania. Dystans ponad 21 tys. km (lot w kierunku wschodnim – trasa na zachód jest dwukrotnie krótsza) pokonano w 22 godziny i 42 minuty. Jego maksymalny zasięg wynosi 17 370 km. 777-200LR jest przeznaczony do lotów ultra-długodystansowych tj. Los Angeles – Singapur.
Opracowany równolegle do -300ER, -200LR oferuje zwiększoną MTOW i trzy opcjonalne, pomocnicze zbiorniki paliwa w tylnej ładowni. Innymi nowymi cechami są odchylone końcówki skrzydeł, udoskonalone główne podwozie główne i dodatkowe wzmocnienie kadłuba. Podobnie jak -300ER i 777F, -200LR ma wydłużone skrzydła łącznie o 3,90 m. -200LR napędzany jest silnikami GE90-110B1 lub GE90-115B. Pierwszy -200LR został dostarczony do Pakistan International Airlines 26 lutego 2006 roku. Do lutego 2013 roku 9 różnych przewoźników obsługiwało łącznie 55 samolotów -200LR. Konkurentem 777-200LR są A340-500, A350-900ULR i A350-1000ULR..

### 777-300ER

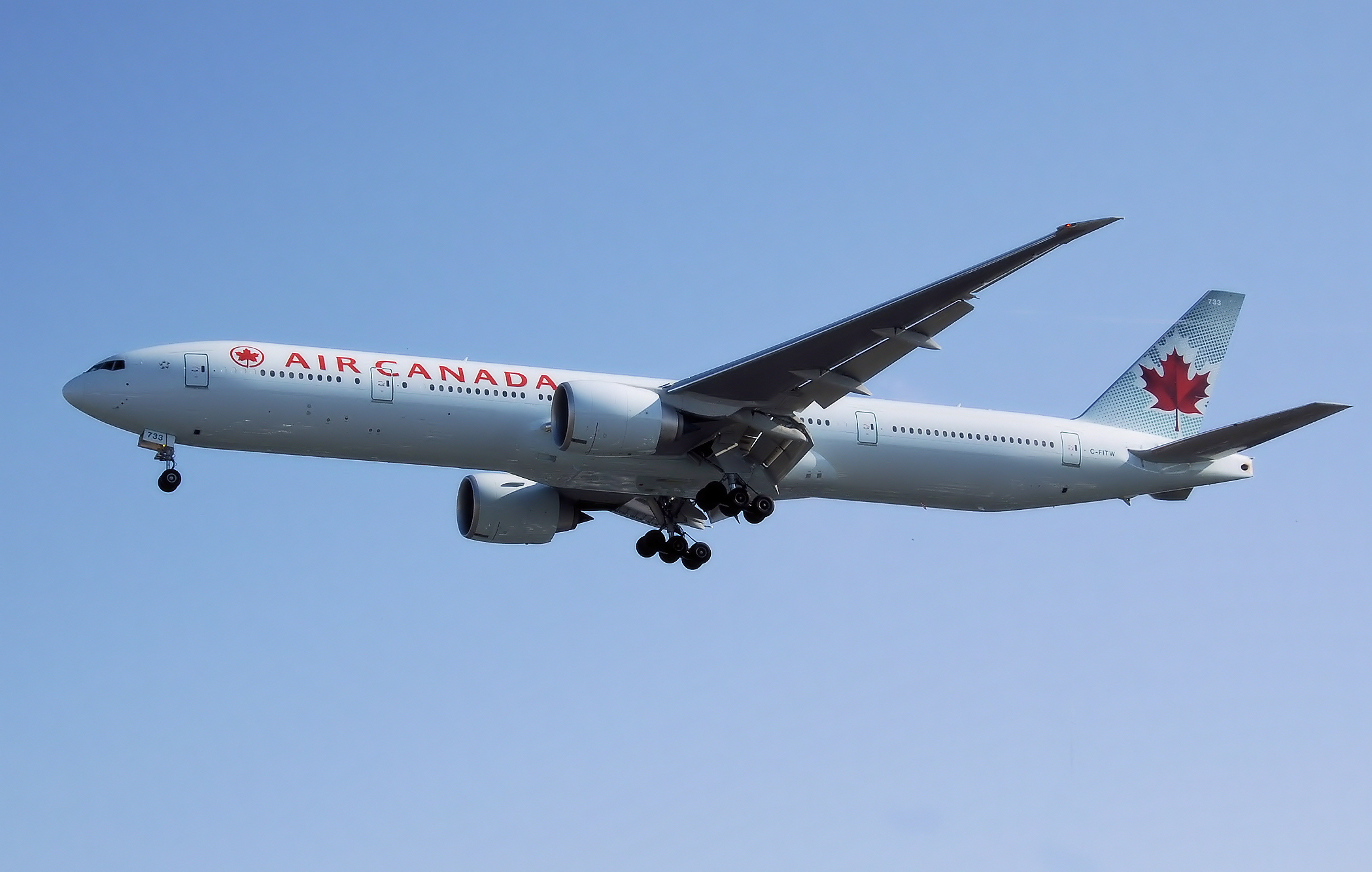
Lądujący 777-300ER linii Air Canada

777-300ER ("ER" – Extended Range – ang. wydłużony zasięg) jest wersją -300 z rynku B. Oferuje zwiększone końcówki skrzydeł, nowe podwozie główne, wzmocnioną przednią goleń podwozia i zwiększone zbiorniki paliwa. Wzmocniono w nim również kadłub, skrzydła, ogon i pylony silników. Standardowy silnik – GE90-115B jest najsilniejszym silnikiem na świecie, który jest w służbie, o maksymalnym ciągu 513 kN. Maksymalny zasięg wynosi 14 690 km, możliwy do osiągnięcia dzięki wyższej MTOW i zwiększonej pojemności paliwa. 777-300ER może dolecieć o 34% dalej niż -300 z pełnym obciążeniem pasażerami i ładunkiem. Dzięki testom w powietrzu udało się udoskonalić aerodynamikę samolotu, redukując zużycie paliwa o dodatkowe 1,4%.

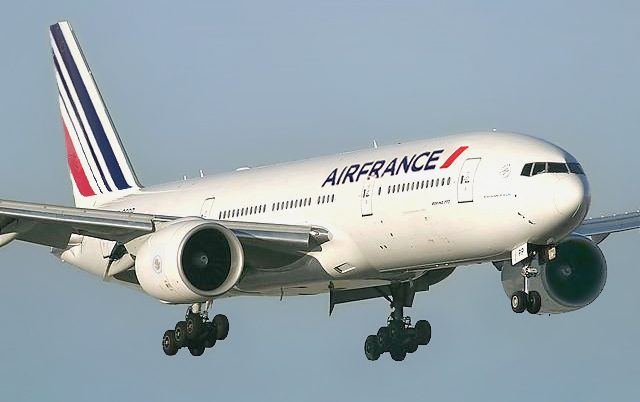
Boeing 777-300ER linii Air France

Pierwszy -300ER dostarczono do Air France 26 kwietnia 2004 roku. -300ER jest najlepiej sprzedającym się wariantem 777, pobijając -200ER w 2010 roku. Jest to najlepiej sprzedający się samolot dwusilnikowy obok rywala A330/340. Używając dwóch silników, ma około 8-9% niższe koszty eksploatacji niż A340-600 i około 20% mniejsze zużycie paliwa niż 747-400. Kilka linii lotniczych nabyło 777-300ER podczas wymiany 747-400 w obliczu rosnących cen paliw. Do lutego 2013 dostarczono 384 -300ER do 24 różnych przewoźników, oprócz tego pozostają 303 niezrealizowane zamówienia. Konkurentem 777-300ER jest A340-600 i A350-1000.

### 777 Freighter

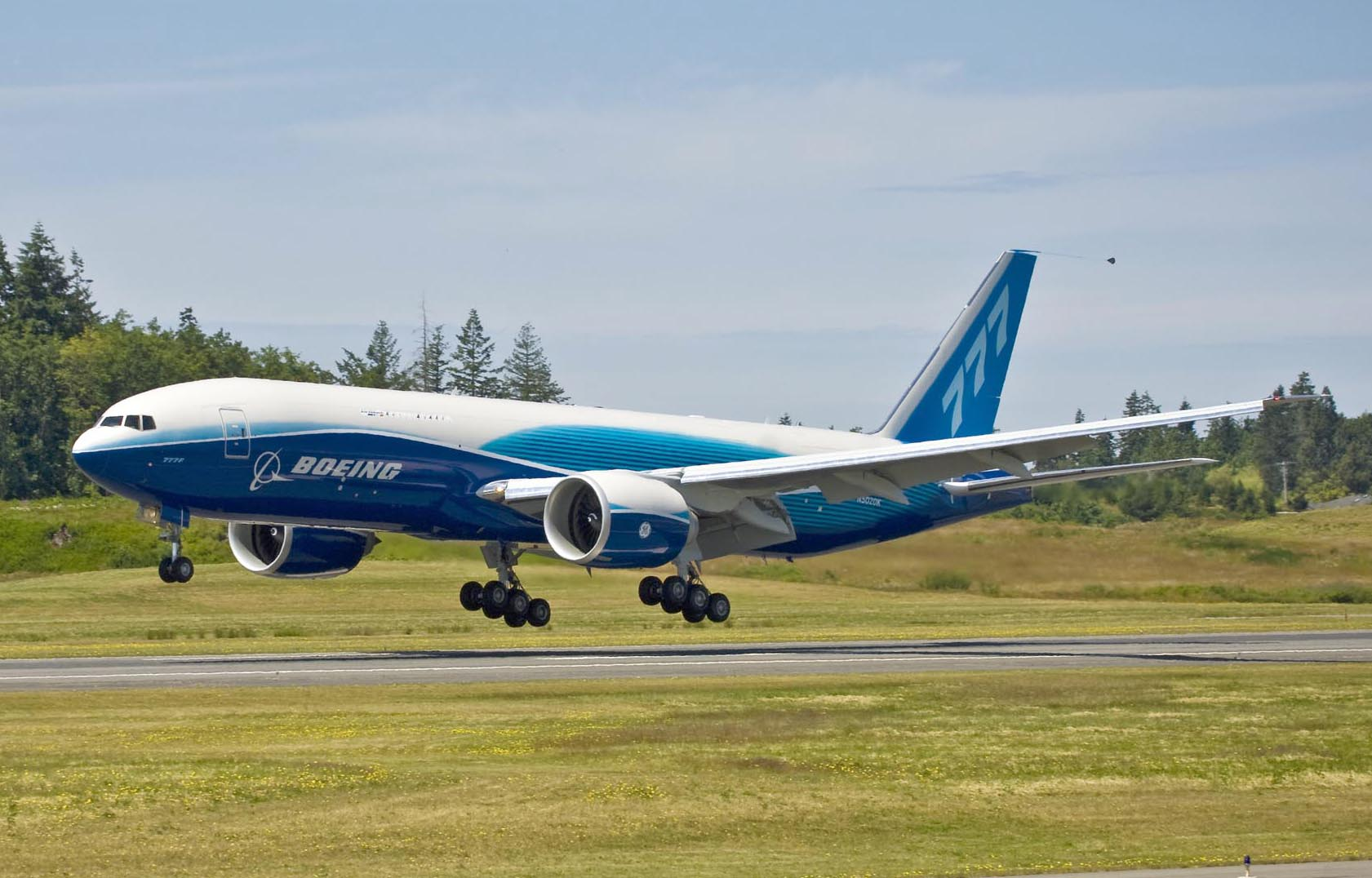
Pierwszy Boeing 777 Freighter podczas lotu testowego

777 Freighter (777F) jest wersją towarową 777. Z -200LR dzieli rozwiązania takie jak: poszycie, silniki i zbiorniki paliwa. Jego maksymalna ładowność wynosi 103 000 kg i jest zbliżona do 747-200F (110 000 kg). Przy maksymalnym załadunku zasięg 777F wynosi 9 070 km, jednak przelecenie dłuższego dystansu jest możliwe przy lżejszym ładunku.
777F obiecywał niższe koszy eksploatacji w porównaniu do istniejących samolotów towarowych, stąd linie lotnicze postanowiły nim zastąpić swoje starsze odrzutowce transportowe, jak 747-200F, MD-11F i DC-10F. Pierwszy 777F dostarczono do Air France 19 lutego 2009 roku. Do lutego 2013 dostarczono łącznie 74 777F do 11 różnych przewoźników, oprócz tego pozostają 53 niezrealizowane zamówienia. Na lipiec 2012 w służbie pozostawało 61 samolotów 777F.
Po roku 2000 Boeing zaczął pracować nad samolotem o szybkiej zmianie konfiguracji z 777-200ER i -200 do wersji transportowej, nazwane 777BCF (Boeing Converted Freighter). Firma podjęła rozmowy z kilkoma liniami lotniczymi, takimi jak: FedEx Express, UPS Airlines i GE Capital Aviation Services, aby uruchomić program 777BCF.

### 777 Tankowiec (KC-777)
KC-777 był propozycją tankowca, zaprojektowanym na bazie 777. We wrześniu 2006 roku Boeing ogłosił, że wyprodukuje KC-777, jeśli United States Air Force (USAF) będzie potrzebowało większego tankowca niż KC-767. KC-777 byłyby w stanie przewieźć również większy ładunek lub więcej pasażerów. W kwietniu 2007 roku Boeing zamiast niego zgłosił KC-767 Advanced Tanker do przetargu USAF KC-X. W 2011 roku na przyszły tankowiec USAF wybrano zmodernizowany KC-767, oznaczony KC-46 Pegasus.

## Dostawy i zamówienia
|           | Zamówienia | Zamówienia | Dostawy | Dostawy | Dostawy | Dostawy | Dostawy | Dostawy | Dostawy | Dostawy | Dostawy | Dostawy | Dostawy | Dostawy | Dostawy | Dostawy | Dostawy | Dostawy | Dostawy | Dostawy | Dostawy | Dostawy | Dostawy | Dostawy | Dostawy | Dostawy |
| Wersja    | Suma       | Zapas      | Suma    | 2017    | 2016    | 2015    | 2014    | 2013    | 2012    | 2011    | 2010    | 2009    | 2008    | 2007    | 2006    | 2005    | 2004    | 2003    | 2002    | 2001    | 2000    | 1999    | 1998    | 1997    | 1996    | 1995    |
| --------- | ---------- | ---------- | ------- | ------- | ------- | ------- | ------- | ------- | ------- | ------- | ------- | ------- | ------- | ------- | ------- | ------- | ------- | ------- | ------- | ------- | ------- | ------- | ------- | ------- | ------- | ------- |
| 777-200   | 88         |            | 88      |         |         |         |         |         |         |         |         |         |         | 1       |         | 3       | 2       | 1       |         | 3       | 9       | 3       | 10      | 11      | 32      | 13      |
| 777-200ER | 422        |            | 422     |         |         |         |         | 4       | 3       | 0       | 3       | 4       | 3       | 19      | 23      | 13      | 22      | 29      | 41      | 55      | 42      | 63      | 50      | 48      |         |         |
| 777-200LR | 59         |            | 59      |         |         |         | 3       | 1       | 1       | 6       | 9       | 16      | 11      | 10      | 2       |         |         |         |         |         |         |         |         |         |         |         |
| 777-300   | 60         |            | 60      |         |         |         |         |         |         |         |         |         |         |         | 1       | 4       | 2       | 9       | 6       | 3       | 4       | 17      | 14      |         |         |         |
| 777-300ER | 815        | 90         | 725     | 23      | 88      | 79      | 83      | 72      | 60      | 52      | 40      | 52      | 47      | 53      | 39      | 20      | 10      |         |         |         |         |         |         |         |         |         |
| 777F      | 161        | 31         | 130     | 1       | 11      | 19      | 13      | 13      | 19      | 15      | 22      | 16      |         |         |         |         |         |         |         |         |         |         |         |         |         |         |
| 777-8     | 53         | 53         |         |         |         |         |         |         |         |         |         |         |         |         |         |         |         |         |         |         |         |         |         |         |         |         |
| 777-9     | 253        | 253        |         |         |         |         |         |         |         |         |         |         |         |         |         |         |         |         |         |         |         |         |         |         |         |         |
| Suma      | 1911       | 427        | 1484    | 24      | 99      | 98      | 99      | 80      | 83      | 73      | 74      | 88      | 61      | 83      | 65      | 40      | 36      | 39      | 47      | 61      | 55      | 83      | 74      | 59      | 32      | 13      |

## Awarie i wypadki

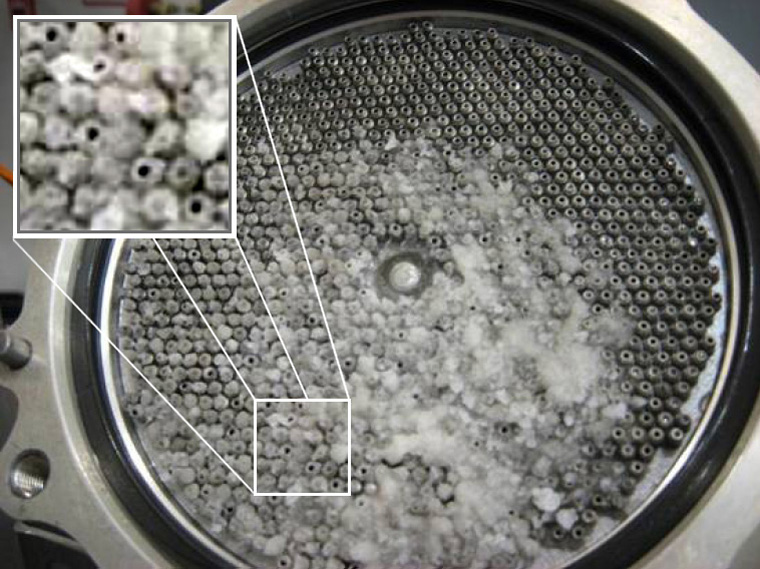
Kryształki lodu zbierające się na wymienniku ciepła oleju napędowego w silnikach Rolls-Royce Trent 800, z raportu NTSB dotyczącego lotów BA38 i DL18

Do roku 2013 Boeing 777 uczestniczył w dziewięciu incydentach, z których trzy były porwaniami, a cztery zakończyły się kasacją samolotu.
5 września 2001 roku w trakcie tankowania 777 na lotnisku w Denver doszło do pożaru, w którym pracownicy obsługi naziemnej zginęli w wyniku śmiertelnych oparzeń. Odrzutowiec British Airways doznał zniszczeń dolnych paneli skrzydeł i obudowy silnika, został jednak naprawiony i wrócił do służby.
Do pierwszej kasacji Boeinga 777 doszło 17 stycznia 2008 roku, gdy lot British Airways 38, obsługiwany przez Boeinga 777-200ER z silnikami Rolls-Royce Trent 895, lecący z Pekinu do Londynu uderzył w ziemię niecałe 300 m od pasa 27L na lotnisku Londyn-Heathrow i zsunął się na przesunięty próg pasa startowego. W wyniku tej katastrofy 47 osób odniosło obrażenia, jednak nikt nie zginął. Uderzenie uszkodziło podwozie, skrzydła i silniki, dlatego samolot oddano do kasacji. Po dochodzeniu za przyczynę wypadku uznano kryształki lodu z układu paliwowego, które zatkały wymiennik ciepła paliwo - olej, uniemożliwiając przepływ paliwa. W 2009 roku badacze wypadków lotniczych wezwali do przebudowy silników serii Trent 800. Do października 2009 roku w Boeingach 777 linii British Airways zainstalowano nowe wymienniki ciepła.
W lutym i listopadzie 2008 wystąpiły jeszcze dwie podobne chwilowe utraty ciągu przez silniki Trent 895. Detektywi NTSB doszli do wniosku, że podobnie jak w locie BA38, utrata ciągu spowodowana była kryształami lodu zbierającymi się na wymiennikach ciepła. W rezultacie zmodernizowano je.

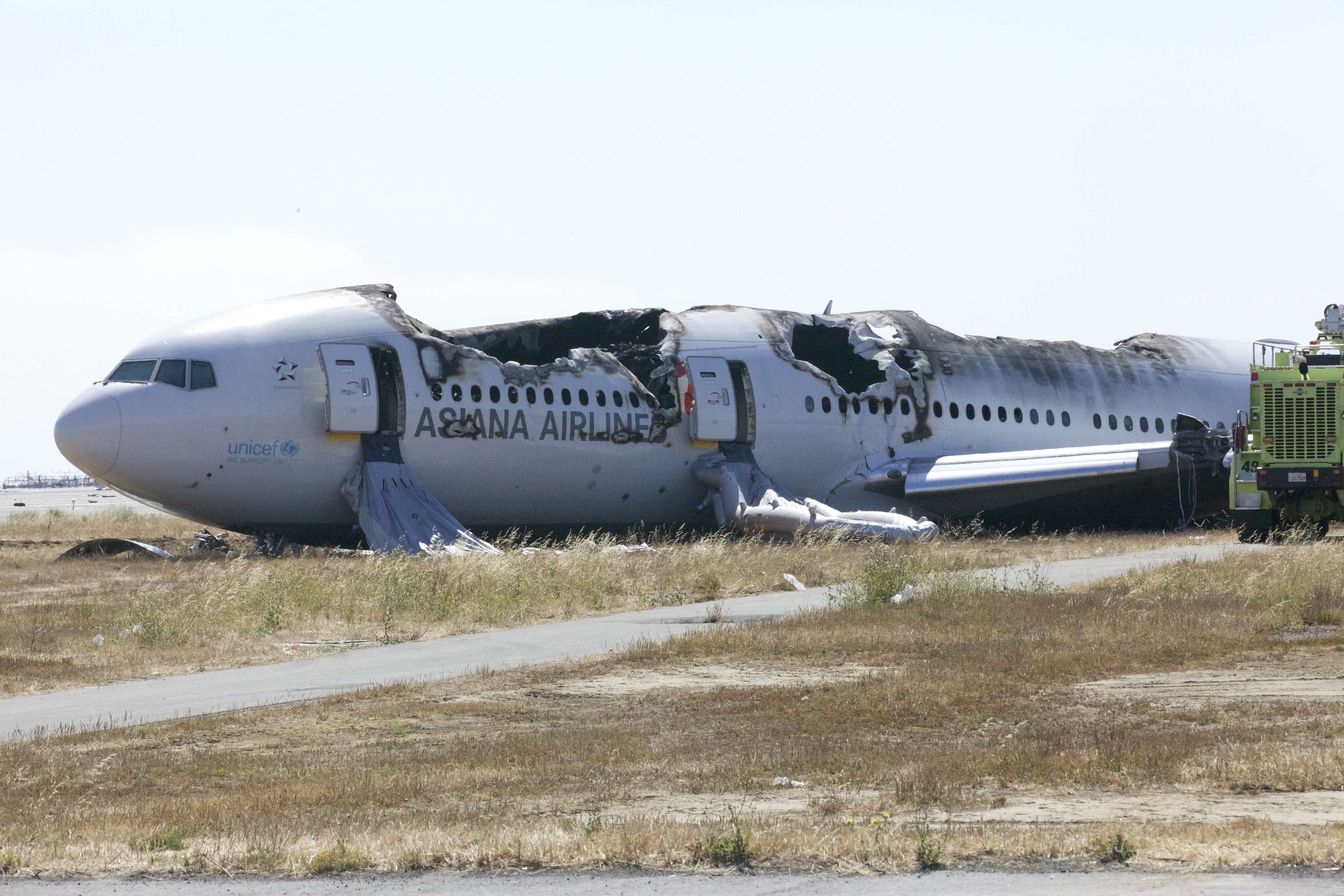
Boeing 777-200ER lot Asiana Airlines 214 po katastrofie

29 lipca 2011 roku doszło do drugiej kasacji, w Boeingu 777-200ER linii EgyptAir o rejestracji SU-GBP doszło do pożaru kokpitu, gdy maszyna była zaparkowana przy bramce Portu Lotniczego Kair. Z samolotu ewakuowano pasażerów i nikt nie poniósł obrażeń, a lotniskowa straż pożarna ugasiła ogień. Samolot spisano na straty. Dochodzenie skupiło się na ewentualnej usterce elektrycznej w przewodzie zasilającym układ tlenowy załogi w kokpicie.
Do trzeciej kasacji 777 doszło 6 lipca 2013 roku. Lot Asiana Airlines 214 obsługiwany przez Boeinga 777-200ER o rejestracji HL7742 rozbił się podczas lądowania na lotnisku w San Francisco. Pasażerów i załogę ewakuowano zanim ogień zniszczył samolot. Zginęły dwie z 307 osób na pokładzie. Trzecia osoba zginęła na płycie lotniska, przejechana przez wóz strażacki, który wyjechał do pożaru samolotu. Były to pierwsze osoby, które zginęły w katastrofie z udziałem 777. Dochodzenie w sprawie katastrofy koncentruje się na zbyt niskiej prędkości lądowania samolotu.
8 marca 2014 roku o godzinie 2:40 (2 h po starcie) Boeing 777-200ER linii Malaysia Airlines lot 370 lecący z Kuala Lumpur do Pekinu z 239 osobami na pokładzie zniknął z radarów. 24 marca Malezja poinformowała, że samolot kontynuował lot, aż spadł do Oceanu Indyjskiego około 2500 km od wybrzeża Australii, wszystkich pasażerów uznano za zmarłych. Miejsce katastrofy oraz jej przyczyny nie są znane.
17 lipca 2014 roku ok. godziny 16:21 (UTC+02) Boeing 777-200ER Malaysia Airlines lot 17 lecący z Amsterdamu do Kuala Lumpur został zestrzelony w obwodzie donieckim na Ukrainie, ok. 40 kilometrów od granicy z Rosją. Nie ocalał nikt spośród 283 pasażerów i 15 członków załogi.
20 lutego 2021 w należącym do United Airlines samolocie Boeing 777-222  (lot United Airlines 328), cztery minuty po starcie (czyli o 13:08 czasu lokalnego), doszło do eksplozji silnika numer 2. Osłony wlotu silnika i wentylatora spadły na dzielnicę Broomfield. Samolot zawrócił i o 13:28  bezpiecznie wykonał lądowanie awaryjne w lotnisku w Denver. Na pokładzie było 241 osób, nikomu nic się nie stało. Po incydencie Federalna Administracja Transportu (FAA) zaleciła wykonanie inspekcji termicznego obrazu akustycznego łopatek sprężarki niskiego ciśnienia pierwszego stopnia na PW4074, PW4074D, PW4077, PW4077D, PW4084D, PW4090 i PW4090.

## Użytkownicy
| Linie lotnicze             | 777-200 | 777-200ER | 777-200LR | 777-300 | 777-300ER | 777F | Suma |
| -------------------------- | ------- | --------- | --------- | ------- | --------- | ---- | ---- |
| Emirates                   | 3       | 6         | 10        | 12      | 131       | 13   | 175  |
| Singapore Airlines         |         | 46        |           | 12      | 27        |      | 96   |
| United Airlines            | 22      | 58        |           |         | 8         |      | 88   |
| Air France                 |         | 25        |           |         | 43        | 5    | 73   |
| American Airlines          |         | 47        |           |         | 20        |      | 67   |
| Cathay Pacific             | 5       |           |           | 12      | 49        |      | 66   |
| British Airways            | 5       | 44        |           |         | 12        |      | 61   |
| All Nippon Airways         | 16      | 12        |           | 7       | 22        |      | 57   |
| Qatar Airways              |         |           | 9         |         | 34        | 12   | 55   |
| Korean Air                 |         | 18        |           | 4       | 20        | 11   | 53   |
| Japan Airlines             | 15      | 11        |           | 7       | 13        |      | 46   |
| Saudia                     |         | 23        |           |         | 20        |      | 43   |
| Air China                  | 10      |           |           |         | 23        |      | 33   |
| Turkish Airlines           |         |           |           |         | 30        | 2    | 32   |
| FedEx Express              |         |           |           |         |           | 30   | 30   |
| KLM                        |         | 15        |           |         | 14        |      | 29   |
| China Southern Airlines    | 4       | 2         |           |         | 10        | 12   | 28   |
| Thai Airways International | 8       | 6         |           | 6       | 6         |      | 26   |
| Air India                  |         |           | 8         |         | 15        |      | 23   |
| Air Canada                 |         |           | 6         |         | 17        |      | 23   |

## Specyfikacje
|                                 | 777-200                                    | 777-200ER                                  | 777-200LR                                  | 777 Freighter                           | 777-300                                    | 777-300ER                                  |
| ------------------------------- | ------------------------------------------ | ------------------------------------------ | ------------------------------------------ | --------------------------------------- | ------------------------------------------ | ------------------------------------------ |
| Załoga                          | Dwa                                        | Dwa                                        | Dwa                                        | Dwa                                     | Dwa                                        | Dwa                                        |
| Pojemność pasażerów, typowa     | 301 (3-klasy) 400 (2-klasy) 440 (maksimum) | 301 (3-klasy) 400 (2-klasy) 440 (maksimum) | 301 (3-klasy) 400 (2-klasy) 440 (maksimum) | brak (cargo)                            | 365 (3-klasy) 451 (2-klasy) 550 (maksimum) | 365 (3-klasy) 451 (2-klasy) 550 (maksimum) |
| Długość                         | 63,7 m                                     | 63,7 m                                     | 63,7 m                                     | 63,7 m                                  | 73,9 m                                     | 73,9 m                                     |
| Rozpiętość                      | 199 ft 11 in (60,9 m)                      | 199 ft 11 in (60,9 m)                      | 64,8 m                                     | 64,8 m                                  | 60,9 m                                     | 64,8 m                                     |
| Wysokość                        | 18,5 m                                     | 18,5 m                                     | 18,8 m                                     | 18,6 m                                  | 18,5 m                                     | 18,7 m                                     |
| Szerokość kabiny                | 5,86 m                                     | 5,86 m                                     | 5,86 m                                     | 5,86 m                                  | 5,86 m                                     | 5,86 m                                     |
| Szerokość kadłuba               | 6,19 m                                     | 6,19 m                                     | 6,19 m                                     | 6,19 m                                  | 6,19 m                                     | 6,19 m                                     |
| Masa własna                     | 139 225 kg                                 | 142 900 kg                                 | 148 181 kg                                 | 148 181 kg                              | 160 120 kg                                 | 166 881 kg                                 |
| Maksymalna masa startowa (MTOW) | 247 210 kg                                 | 297 560 kg                                 | 347 450 kg                                 | 347 450 kg                              | 299 370 kg                                 | 351 534 kg                                 |
| Prędkość przelotowa             | 0,84 Ma (560 mph, 905 km/h, 490 węzłów)    | 0,84 Ma (560 mph, 905 km/h, 490 węzłów)    | 0,84 Ma (560 mph, 905 km/h, 490 węzłów)    | 0,84 Ma (560 mph, 905 km/h, 490 węzłów) | 0,84 Ma (560 mph, 905 km/h, 490 węzłów)    | 0,84 Ma (560 mph, 905 km/h, 490 węzłów)    |
| Maksymalna prędkość przelotowa  | 0,89 Ma (590 mph, 950 km/h, 512 węzłów)    | 0,89 Ma (590 mph, 950 km/h, 512 węzłów)    | 0,89 Ma (590 mph, 950 km/h, 512 węzłów)    | 0,89 Ma (590 mph, 950 km/h, 512 węzłów) | 0,89 Ma (590 mph, 950 km/h, 512 węzłów)    | 0,89 Ma (590 mph, 950 km/h, 512 węzłów)    |
| Maksymalny zasięg               | 5235 mil (9695 km)                         | 7700 mil (14260 km)                        | 9380 mil (17370 km)                        | 4885 mil (9045 km)                      | 6015 mil (11135 km)                        | 7930 mil (14685 km)                        |
| Rozbieg MTOW                    | 2500 m                                     | 3536 m                                     | 3536 m                                     | 3536 m                                  | 3410 m                                     | 3200 m                                     |
| Maksymalna ilość paliwa         | 117 tys. l                                 | 171 160 l                                  | 202570 l                                   | 181280 l                                | 171 160 l                                  | 181 280 l                                  |
| Maks. wysokość przelotowa       | 13 140 m                                   | 13 140 m                                   | 13 140 m                                   | 13 140 m                                | 13 140 m                                   | 13 140 m                                   |
| Silniki(×2)                     | PW 4077 RR 877 GE90-77B                    | PW 4090 RR 895 GE90-94B                    | GE90-110B GE90-115B                        | GE90-110B                               | PW 4098 RR 892 GE90-94B/92B                | GE90-115B                                  |
| Ciąg (×2)                       | PW: 330 kN RR: 330 kN GE: 330 kN           | PW: 400 kN RR: 410 kN GE: 410 kN           | GE: 480 kN GE: 510 kN                      | GE: 480 kN                              | PW: 430 kN RR:400 kN GE: 410 kN            | GE: 510 kN                                 |